# 2020
Rok 2020 (MMXX) gregoriánského kalendáře začal ve středu 1. ledna, skončil ve čtvrtek 31. prosince a byl přestupný. V Česku měl 251 pracovních dnů a 13 státních a ostatních svátků, z toho 11 jich připadalo na mimovíkendové dny; letní čas začal v neděli 29. března ve 2.00 hodin SEČ a skončil v neděli 25. října ve 3.00 hodin SELČ. Dle židovského kalendáře nastal přelom roků 5780 a 5781, dle islámského kalendáře 1441 a 1442.

## Události
Automatický abecedně řazený seznam viz Kategorie:Události roku 2020

### Česko
- 3. února – Česká vláda, v souvislosti s epidemií koronaviru SARS-CoV-2, vydala zákaz přímých letů mezi Českem a Čínou od 9. února.
- 8. února – V pravoslavném chrámu sv. Cyrila a Metoděje v Praze proběhla slavnostní kanonizace svatých českých novomučedníků.
- 12. února – Stanislav Křeček byl zvolen novým ombudsmanem.
- 19. února – Senátorky a senátoři zvolili svým novým předsedou Miloše Vystrčila.
- 1. března – Byly potvrzeny první tři případy nakažení koronavirem SARS-CoV-2 v České republice
- 10. března – Česká vláda se rozhodla zakázat od 10. března všechny akce s účastí nad 100 lidí a od 11. března uzavřít české základní, střední, vyšší odborné i vysoké školy do odvolání kvůli snaze zpomalit šíření koronaviru SARS-CoV-2.
- 12. března – Vláda kvůli koronaviru vyhlásila nouzový stav.
- 14. března – Vláda kvůli pandemii koronaviru s platností od ranních hodin rozhodla o zákazu maloobchodního prodeje s výjimkou prodejen potravin, lékáren, drogerií, čerpacích stanic a některých dalších.
- 15. března – Vláda před půlnocí oznámila zákaz volného pohybu na území ČR, omezení či zákaz některých služeb, aktivovala Ústřední krizový štáb, odložila termín daňových přiznání.
- 16. března – Hygienici rozhodli o uzavření obcí Litovel, Uničov, Červenka a dalších nejméně na 14 dní v návaznosti na pandemii covidu-19.
- 18. března – Česká vláda zakázala vycházení bez roušky či jiné ochrany nosu a úst s platností od půlnoci na čtvrtek.
- 22. března – Úřady oznámily první úmrtí pacienta s nemocí covid-19 v Česku, 95letého muže hospitalizovaného ve Fakultní nemocnici Bulovka.
- 23. března – Česká televize v souvislosti s nouzovým stavem spustila třetí kanál určený pro seniory.
- 31. března – Zámek Kynžvart a Osada Baba společně s Kolonií Nový dům byly Evropskou komisí zařazeny do seznamu významných památek s označením Evropské dědictví.
- 3. dubna – Městská část Praha 6 sundala z pomníku sochu maršála Koněva a uložila ji do depozitáře.
- 7. dubna – Poslanecká sněmovna PČR schválila prodloužení nouzového stavu v zemi v souvislosti s pandemií covidu-19 do 30. dubna.
- 28. dubna – Poslanecká sněmovna PČR schválila prodloužení nouzového stavu kvůli epidemii onemocnění covid-19 do 17. května.
- 1. května – V pražských Řeporyjích byl za účasti starosty Pavla Novotného odhalen památník příslušníkům Ruské osvobozenecké armády.
- 3. května – Začala vysílat stanice CNN Prima News, česká verze americké zpravodajské skupiny a stanice CNN.
- 20. května – Předsedou Nejvyššího soudu ČR byl jmenován Petr Angyalossy.
- 27. května – Poslanecká sněmovna zvolila do Rady České televize ekonomku Hanu Lipovskou, novináře Pavla Matochu a moderátora Luboše Xavera Veselého.
- 4. června – Na Staroměstském náměstí v Praze byla vztyčena replika Mariánského sloupu strženého při nepokojích provázejících vznik Československa v roce 1918.
- 5. června – Česká vláda kvůli ricinové kauze vyhostila dva ruské diplomaty pracující podle českých úřadů pro ruské tajné služby.
- 3. července – Kvůli šíření koronaviru v dolech Darkov, ČSM-Sever a ČSM-Jih uzavřela společnost OKD všechny své doly na 6 týdnů.
- 14. července – Nejméně třicet zraněných a jednoho mrtvého si vyžádala železniční nehoda na trati 011 před stanicí Český Brod.
- 17. července – Ministr zdravotnictví Adam Vojtěch a krajští hygienici nařídili kvůli šíření koronaviru pro celý Moravskoslezský kraj znovu povinné nošení roušek ve veřejné dopravě a vnitřních prostorách, restaurace a bary musí být od 23:00 do 8:00 uzavřené a hromadné akce se bude moci účastnit maximálně 100 lidí, a to s okamžitou platností.
- 8. srpna – Vypukl požár panelového domu v Bohumíně, který si vyžádal 11 obětí.
- 11. srpna – Do Prahy přicestoval americký ministr zahraničí Mike Pompeo.
- 17. srpna – Rada vlády pro zdravotní rizika oznámila, že by od 1. září 2020 má v Česku kvůli pandemii covidu-19 začít platit povinnost nosit roušky ve veřejných vnitřních prostorách, v prostředcích dopravy a na vnitřních hromadných akcích.
- 29. srpna – Předseda Senátu PČR Miloš Vystrčil odletěl s delegací na návštěvu Tchaj-wanu.
- 2. září – Hlavní hygienička ČR Jarmila Rážová byla pozitivně testována na koronavirus SARS-CoV-2 a umístěna do domácí izolace.
- 21. září – Ministr zdravotnictví Adam Vojtěch rezignoval z funkce ministra zdravotnictví, prezident Miloš Zeman do této funkce jmenoval Romana Prymulu.
- 24. září – Únik kyanidu usmrtil veškeré vodní organismy 38 kilometrové části toku řeky Bečvy. Rybáři odvezli do kafilérií přes 30 tun mrtvých ryb.
- 2.–3. října – V Česku proběhly krajské a senátní volby.
- 4. října – Piková dáma od Toyen se stala s hodnotou 78,65 milion korun nejdražším vydraženým obrazem v České republice.
- 9. října – Vojtěch Filip, předseda KSČM, rezignoval na svou funkci kvůli výsledkům proběhlých krajských voleb.
- 23. října – Premiér Andrej Babiš vyzval k rezignaci ministra zdravotnictví Romana Prymulu a místopředsedu hnutí ANO Jaroslava Faltýnka. Reagoval tak na jejich schůzku v restauraci, která měla být podle vládního nařízení zavřená. Prymula odstoupit odmítl, Faltýnek rezignoval.
- 26. října – Vláda s účinností od 28. října omezila volný pohyb osob mezi časy 21.00 až 4.59. Dále byl zakázán maloobchodní prodej každý den mezi časy 20.00 až 00.59, v neděli úplně. Tato opatření by měla platit do 3. listopadu.
- 27. října – Do řeky Bečvy unikl nikl z kanálu v Juřince ve Valašském Meziříčí.
- 28. října
  - Kvůli epidemiologické situaci byla zrušena většina oslav státního svátku a proběhly jen symbolické akty. Prezident Miloš Zeman udělil státní vyznamenání 38 osobnostem.
  - V Praze na Petříně shořel pravoslavný dřevěný kostel svatého archanděla Michaela pocházející z 17. století.
- 29. října – Novým ministrem zdravotnictví České republiky byl jmenován Jan Blatný.
- 30. října – Vláda ČR se souhlasem Poslanecké sněmovny prodloužila nouzový stav do 20. listopadu 2020.
- 14. listopadu – Herecká asociace udělila přes online stream 27. výroční Ceny Thálie 2020 za mimořádné výkony a celoživotní mistrovství v oblastech jevištního umění.
- 18. listopadu – Po odvolání dozorčí komise České televize Radou ČT rezignovali na své funkce předseda Rady René Kühn i místopředseda Jaroslav Dědič.
- 19. listopadu
  - Portál Seznam.cz oznámil po 23 letech ukončení provozu seznamovací služby Lidé.cz k datu 14. prosince.
  - Vláda ČR prodloužila se souhlasem Poslanecké sněmovny nouzový stav do 12. prosince 2020.
- 23. listopadu
  - Česko objednalo vakcínu proti covidu-19 od různých výrobců pro 5,5 milionu obyvatel. Vakcína je primárně určená pro rizikové skupiny.
  - Seriál #martyisdead společnosti MALL.TV získal jako první český seriál cenu Emmy.
- 24. listopadu – Do řeky Bečvy unikla neznámá chemikálie.
- 5. prosince – Vládní odborná komise doporučila ukončení využívání uhlí v Česku pro výrobu elektřiny a tepla v roce 2038. Termín byl zvolen tak, aby se podařilo zachovat energetickou soběstačnost a stabilitu přenosové soustavy státu.
- 16. prosince – Novým předsedou Rady České televize se stal novinář Pavel Matocha.
- 17. prosince – Na seznam děl ústního a nehmotného dědictví lidstva UNESCO byla zapsána ruční výroba vánočních ozdob z foukaných skleněných perel z Poniklé na Krkonošsku.
- 22. prosince – Poslanecká sněmovna schválila prodloužení nouzového stavu do 22. ledna 2021, schválila taktéž daňový balíček, který ruší superhrubou mzdu.
- 26. prosince – Do Česka dorazila z belgického Puursu dodávka s 9750 dávkami vakcíny proti koronaviru SARS-CoV-2 vyvinutá firmami Pfizer a BioNTech. Přivezena byla do Fakultní nemocnice v Motole, odkud byla převezena do dalších tří pražských a dvou brněnských nemocnic.
- 27. prosince – V Česku začalo očkování proti covidu-19. Mezi prvními, kteří vakcínu obdrželi jsou premiér Andrej Babiš, ministr zdravotnictví Jan Blatný a válečná veteránka Emilie Řepíková.
- 28. prosince – Kolínskou elektrárnu zasáhl silný požár.

### Svět
- 1. ledna
  - Chorvatsko se ujalo Předsednictví EU
  - Evropskými hlavními městy kultury v roce 2020 byly chorvatská Rijeka a irský Galway
- 3. ledna – Americké ozbrojené síly zaútočily na konvoj proíránských milic nedaleko Mezinárodního letiště Bagdádu. Při útoku byl zabit íránský generál Kásim Sulejmání, velitel Jednotek Quds a velitel iráckých Lidových mobilizačních sil Abú Mahdí Muhandis.
- 9.–22. ledna – III. zimní olympijské hry mládeže ve švýcarském Lausanne
- 14. ledna – Společnost Microsoft ukončila rozšířenou podporu operačního systému Windows Server 2008, Windows Server 2008 R2 a Microsoft Windows 7.
- 23. ledna – Čína nařídila karanténu města Wu-chanu, ohniska koronaviru SARS-CoV-2.
- 24. ledna – Tureckou provincii Elazig zasáhlo zemětřesení.
- 30. ledna – Světová zdravotnická organizace vyhlásila probíhající epidemii koronaviru SARS-CoV-2 za globální stav zdravotní nouze.
- 31. ledna – Spojené království vystoupilo z Evropské unie.
- 8. února – Nejméně 20 lidí bylo zabito při útoku střelce na nákupní centrum v thajském městě Nakhon Ratčasima.
- 9.–10. února – Část Evropy zasáhla bouře Sabine
- 19. února – Při útoku na dva „šíša bary“ ve městě Hanau nedaleko Frankfurtu nad Mohanem zemřelo nejméně 9 lidí. Policie pak střelce našla doma mrtvého.
- 24. února – Výrazný nárůst případů nákazy koronavirem SARS-CoV-2 oznámila oblast severní Itálie. Bylo nakaženo již 224 osob, zemřelo 7 lidí, státem vyhlášená karanténa izolovala 11 obcí s více než 50 000 obyvatel.
- 29. února
  - Parlamentní volby na Slovensku
  - Zástupci hnutí Tálibán a USA podepsali v Dauhá mírovou smlouvu, podle které se mají americké a mezinárodní síly stáhnout z území Afghánistánu a Tálibán má přestat spolupracovat s Al-Káidou, Islámským státem a jinými teroristickými uskupeními.
- 4. března – V důsledku epidemie koronaviru SARS-CoV-2 rozhodla italská vláda o uzavření všech škol a univerzit v období 5.–15. března a pořádání všech sportovních utkání a soutěží bez diváků po celý měsíc.
- 8. března – Italský premiér Giuseppe Conte nařídil izolaci Lombardie a 14 dalších provincií jako opatření proti šíření koronaviru SARS-CoV-2.
- 10. března – Původní karanténa pro 14 regionů Itálie byla rozšířena na celý stát.
- 11. března
  - Světová zdravotnická organizace (WHO) oficiálně klasifikovala šíření koronaviru SARS-CoV-2 jako pandemii.
  - Státní duma na návrh Valentiny Těreškovové schválila změnu ústavy, která by umožnila Vladimiru Putinovi znovu kandidovat na ruského prezidenta.
- 17. března
  - Předseda Evropské rady Charles Michel oznámil záměr uzavřít vnější hranice Evropské unie na 30 dní.
  - Evropská fotbalová federace UEFA ohlásila přeložení Mistrovství Evropy ve fotbale z června až července 2020 na červen až červenec 2021 z důvodu pandemie nového typu koronaviru.
- 18. března – Evropská vysílací unie ohlásila zrušení Eurovision Song Contest 2020 v nizozemském Rotterdamu z důvodu pandemie nového typu koronaviru.
- 21. března – Mezinárodní federace ledního hokeje zrušila kvůli probíhající pandemii 84. ročník Mistrovství světa v ledním hokeji ve Švýcarsku.
- 22. března – Chorvatské hlavní město Záhřeb postihlo silné zemětřesení.
- 24. března – Kvůli probíhající pandemii koronaviru bylo odloženo konání letních olympijských her v Tokiu na rok 2021.
- 27. března – Severní Makedonie se stala 30. členem NATO.
- 6. dubna – Zvláštní trestní soud odsoudil k trestu 23 let vězení Miroslava Marčeka, který se přiznal k dvojnásobné vraždě slovenského novináře Jána Kuciaka a jeho partnerky Martiny Kušnírové
- 8. dubna – Čína ukončuje karanténu města Wu-chanu.
- 16. dubna – Vladimir Putin oznámil, že vojenská přehlídka na Rudém náměstí plánovaná na 9. květen ke Dni vítězství se odkládá kvůli pandemii koronaviru.
- 20. dubna – Benjamin Netanjahu ze strany Likud a Binjamin Ganc z koalice Modrobílá uzavřeli dohodu o společné vládě s cílem ukončit politickou krizi a vyhnout se dalším předčasným volbám.
- 27. dubna – Čínská vláda zakázala plagiáty, napodobeniny, imitace a kopie designů zahraničních budov.
- 1. května – Po masakru v provincii Nové Skotsko byl v Kanadě zakázán prodej a používání útočných zbraní.
- 16. května – Eurovision: Europe Shine a Light
- 26. května – Kostarika jako první středoamerická země uzákonila stejnopohlavní manželství.
- 29. května – Epicentrum pandemie covidu-19 se přesunulo do států Latinské Ameriky. Brazílie zaznamenala za poslední dny nejvyšší přírůstky nakažených i obětí, výrazný postup epidemie hlásily i Mexiko, Peru a Chile.
- 30. května
  - Z Floridy odstartovala raketa Falcon 9 s vesmírnou lodí Crew Dragon a dvěma astronauty.
  - Protesty spojené s pondělním zabitím zatýkaného Afroameričana George Floyda policií ve městě Minneapolis v Minnesotě se rozšířily do dalších velkých měst USA. V Detroitu byl zabit jeden z protestujících neznámým střelcem z auta.
- 3. června – Z tepelné elektrárny v sibiřském Norilsku unikly do řeky Ambarnaja tisíce tun nafty. Prezident Vladimir Putin proto vyhlásil nouzový stav.
- 5. června – Jednotky věrné Vládě národní jednoty premiéra Fáize Sarrádže dobyly město Tarhúna, čímž ukončily obléhání libyjského hlavního města Tripolis silami polního maršála Chalífy Haftara.
- 10. června – Švédsko ukončilo vyšetřování vraždy Olofa Palmeho. Hlavní podezřelý zemřel před dvaceti lety.
- 11. června – Ve slovenských Vrútkách došlo k útoku v jedné z tamních škol, kdy do školy vnikl bývalý žák, který nožem útočil na pracovníky i žáky školy. Na následky zranění zemřel jeden učitel, dalších pět lidí bylo zraněno.
- 14. června – V řadě evropských metropolí proběhly protesty spojené se smrtí George Floyda v americkém Minneapolisu.
- 16. června
  - Severní Korea vyhodila do povětří budovu styčného úřadu obou korejských států v pohraničním městě Kesong zřízenou v roce 2018 s cílem zlepšit vztahy, která byla od ledna uzavřená kvůli pandemii covidu-19.
  - Americký prezident Donald Trump podepsal po rozsáhlých protestech exekutivní příkaz k reformě amerických policejních sborů.
- 27. června – V zemích světa proběhl 24hodinový online Global Pride 2020 k 50. výročí prvního newyorského průvodu gay hrdosti. Kvůli pandemii covidu-19 bylo až 400 místních akcí zrušeno.
- 30. června – Čína přijala kritizovaný Hongkongský národní bezpečnostní zákon, který omezí autonomii města pod čínskou správou. Z důvodu bezpečností proto představitel prodemokratického hnutí Joshua Wong oznámil, že odstupuje z postu lídra.
- 1. července
  - Německo se ujalo Předsednictví EU
  - V Rusku schválili v odloženém referendu  změnu ústavy umožňujících prezidentu Vladimiru Putinovi další dvě volební období.
- 10. července – Bulharsko a Chorvatsko se připojili k mechanismu ERM II.
- 12. července – Ve druhém kole prezidentských voleb v Polsku zvítězil dosavadní prezident Andrzej Duda.
- 18. července – Katedrálu svatého Petra a Pavla v Nantes zasáhl požár, jehož pravděpodobnou příčinou bylo žhářství.
- 1. srpna – Ve Spojených arabských emirátech byl spuštěn první blok jaderné elektrárny na území Arabského světa, Baráka.
- 4. srpna – Při výbuchu v bejrútském přístavu byla poničena značná část města, zemřely desítky lidí a tisíce byly zraněny.
- 7. srpna – Mauricius vyhlásil environmentální stav nouze kvůli ropné skvrně unikající z japonské nákladní lodi Wakashio, která nedaleko uvízla 25. července.
- 9. srpna – V Bělorusku proběhly prezidentské volby. Podle výsledků vyhrál obhajující Alexandr Lukašenko, v zemi poté propukly protesty, násilně potlačované policií.
- 18. srpna – V Mali došlo k vojenskému převratu. Prezident Ibrahim Boubacar Keïta byl přinucen vzdát se svého úřadu.
- 20. srpna – Ruský opoziční lídr Alexej Navalnyj upadl do kómatu po náhlé nevolnosti během letu ze Sibiře do Moskvy, podle zjištění německých lékařů byl otráven.
- 24. srpna – Ve wisconsinském městě Kenosha propukly nepokoje po nedělní střelbě policisty do zad Afroameričana Jacoba Blakea.
- 26. srpna – Světová zdravotnická organizace oznámila, že dětská obrna byla v Africe zcela vymýcena.
- 27. srpna – Pachatel 51 vražd při útoku na mešity v Christchurchi byl odsouzen na doživotí bez možnosti předčasného propuštění.
- 3. září – Specializovaný trestní soud v Pezinku nepravomocně osvobodil Mariana Kočnera obviněného z objednání vraždy novináře Jána Kuciaka.
- 10. září – Uprchlický tábor Moria na řeckém ostrově Lesbos byl ve středu zničen požárem, založeným pravděpodobně úmyslně samotnými běženci. Ti se volně rozutekli po ostrově, kdy nyní hrozí epidemie covidu-19, protože u několika desítek obyvatel tábora byla nemoc pozitivně diagnostikována.
- 11. září
  - Americký prezident Donald Trump oznámil dohodu o normalizaci zahraničních vztahů Izraele a Bahrajnu.
  - Lesní požáry v americkém státě Oregon si vyžádaly evakuaci půl milionu osob. Při požárech na západním pobřeží zemřelo 17 lidí a stovky domů byly spáleny.
- 15. září – Zástupci Spojených arabských emirátů a Bahrajnu podepsali v Bílém domě ve Washingtonu dohody o navázání plnohodnotných diplomatických vztahů s Izraelem.
- 16. září – Jošihide Suga byl zvolen novým premiérem Japonska.
- 23. září
  - Běloruský politik Alexandr Lukašenko složil prezidentskou přísahu a postoupil do svého 6. funkčního období.
  - Nejméně 400 kulohlavců uvázlo na západním pobřeží Tasmánie. Záchranářům se podařilo zachránit 50 velryb.
- 27. září – Arménie a Arcach vyhlásily kvůli probíhajícím střetům mezi arménskými a ázerbájdžánskými vojenskými jednotkami v oblasti Náhorního Karabachu všeobecnou mobilizaci a stanné právo. Ázerbájdžán vyhlásil mobilizaci částečnou.
- 1. října – Slovenská vláda vyhlásila nouzový stav.
- 2. října
  - Americký prezident Donald Trump a jeho manželka Melania byli pozitivně testováni na onemocnění covid-19. Prezident byl z preventivních důvodů hospitalizován.
  - V ruském Nižním Novgorodě se upálila na protest novinářka Irina Slavinová, a to den po policejní razii v souvislosti s opozičním hnutím Otevřené Rusko.
  - Evropská unie schválila sankce vůči 40 běloruským funkcionářům odpovědným za manipulace s volbami a násilnosti při potlačování demonstrací.
- 3. října – U břehů Kamčatky došlo k ekologické havárii, moře a pláže byly znečištěny ropnými produkty a fenoly.
- 4. října – Obyvatelé Nové Kaledonie v referendu odmítli nezávislost na Francii.
- 6. října – Po protestech, které následovaly po nedělních parlamentních volbách, označila Ústřední volební komise Kyrgyzstánu výsledky hlasování za neplatné.
- 7. října – Rusko vydalo zatykač na vůdkyni běloruské opozice Svjatlanu Cichanouskou.
- 9. října – Kyrgyzský prezident Sooronbaj Žeenbekov přijal rezignaci premiéra Kubatbeka Boronova a rozpustil vládu.
- 10. října
  - V Pchjongjangu se uskutečnila velká vojenská přehlídka k 75. výročí vládnoucí strany KLDR.
  - Běloruský politik Alexandr Lukašenko navštívil ve vězení některé opoziční představitele včetně prezidentského kandidáta Viktara Babaryky a diskutoval s nimi o změnách ústavy.
- 12. října – Podle předběžných výsledků zvítězil v prezidentských volbách v Tádžikistánu dosavadní prezident Emómalí-ji Rahmón.
- 15. října – Kyrgyzský prezident Sooronbaj Žeenbekov podal rezignaci.
- 16. října – Útočník na předměstí Paříže uřízl hlavu středoškolskému učiteli dějepisu, který žákům při vyučování ukazoval karikatury muslimského proroka Mohameda.
- 17. října
  - Novozélandská strana práce premiérky Jacindy Ardernové zvítězila v parlamentních volbách.
  - Slovenští hooligans zaútočili na úřad vlády během protestů proti vládním opatřením proti šíření koronaviru.
- 18. října – Arménie a Ázerbájdžán se vzájemně obvinily z porušování sobotního příměří v bojích o Náhorní Karabach.
- 20. října – Izrael uzavřel řadu smluv se Spojenými arabskými emiráty, mezi nimi dohodu o bezvízovém styku, první dohodu svého druhu s arabským státem.
- 22. října – Saad Harírí byl jmenován libanonským premiérem.
- 24. října – Súdán a Izrael se dohodly na normalizaci vzájemných vztahů.
- 25. října
  - Kvůli zhoršené situaci ohledně covidu-19 schválila španělská vláda vyhlášení nouzového stavu na celém území s výjimkou Kanárských ostrovů a zákaz nočního vycházení.
  - Prezidentské a parlamentní volby na Seychelách vyhrála opozice vedená Wavelem Ramkalawanem. Vládní United Party přišla o moc drženou nepřetržitě od roku 1977.
- 26. října
  - Amy Coneyová Barrettová byla potvrzena jako soudkyně Nejvyššího soudu Spojených států amerických.
  - Pátým dnem pokračují v Polsku masové protesty proti zákazu interrupcí z důvodu poškození plodu.
  - Začalo platit humanitární příměří v bojích o Náhorní Karabach dohodnuté mezi Arménií a Ázerbájdžánem za asistence USA, které bylo vzápětí porušeno všemi stranami konfliktu.
  - Na výzvu opozice proběhla v Bělorusku celonárodní stávka na protest proti Alexandru Lukašenkovi, některé velké průmyslové podniky se nezapojily.
- 29. října – Ve francouzském Nice došlo k teroristickému útoku na věřící v místní bazilice. Tři lidé zemřeli a několik dalších bylo zraněno. Policie pachatele postřelila a zadržela. Podle starosty města byl útočníkem islamista.
- 30. října
  - Silné zemětřesení provázené vlnou tsunami v Egejském moři způsobilo rozsáhlé škody v turecké provincii İzmir a na řeckém ostrově Samos.
  - Novozélanďané v referendu schválili eutanazii a odmítli legalizaci rekreačního užívání marihuany.
- 1. listopadu – Filipíny zasáhl tajfun Goni, který si vyžádal několik mrtvých.
- 2. listopadu
  - První kolo prezidentských voleb v Moldavsku vyhrála proevropská politička Maia Sanduová, do 2. kola s ní postoupil dosavadní proruský prezident Igor Dodon.
  - V centru Vídně došlo ke střelnému útoku s následkem několika úmrtí, včetně útočníka, a dalších zranění.
  - V Kábulské univerzitě v Kábulu došlo ke střelbě. Zemřelo 35 lidí a 50 jich bylo zraněno.
- 3. listopadu – Ve Spojených státech amerických končí prezidentské volby. Stávající republikánský prezident Donald Trump čelí demokratickému vyzyvateli Joe Bidenovi. Kvůli probíhající pandemii nezvykle vysoké procento voličů odvolilo v předstihu korespondenčně. Volební účast byla nejvyšší od roku 1900, což značně prodloužilo dobu sčítání hlasů a odložilo vyhlášení celkových výsledků.
- 4. listopadu
  - Etiopský premiér Abiy Ahmed vyhlásil výjimečný stav v provincii Tigraj na severu země a obvinil představitele TPLF z útoku na federální síly.
  - Obyvatelé amerického státu Mississippi schválili v referendu novou podobu státní vlajky.
  - Voliči v americkém státě Oregon schválili dekriminalizaci držení tvrdých drog.
- 5. listopadu – Kosovský prezident Hashim Thaçi rezignoval, byl zatčen a předán Kosovskému tribunálu v Haagu.
- 7. listopadu – Média a agentury Fox News, CNN, AP či BBC po 5 dnech sčítání hlasů označily za vítěze prezidentských voleb Joea Bidena. Republikáni zopakovali záměr napadnout hlasování u soudu.
- 8. listopadu
  - Ázerbájdžánský prezident Ilham Alijev oznámil dobytí Šuši, druhého největšího města v Náhorním Karabachu ležícího na strategické silnici spojující region s Arménií. Arménské síly tvrdily, že se o město stále bojuje.
  - Mezi 5. a 8. listopadem zmasakrovali islámští radikálové v mosambické provincii Cabo Delgado více než 50 lidí.
- 9. listopadu
  - Peruánský parlament odvolal z funkce prezidenta Martína Vizcarru. Jeho pravomoci převzal předseda kongresu Manuel Merino.
  - Voják základní služby Anton Makarov zastřelil na vojenském letišti ve Voroněži čtyři lidi.
- 10. listopadu
  - Ruský prezident Vladimir Putin oznámil, že Arménie a Ázerbájdžán dosáhly dohody o ukončení konfliktu v Náhorním Karabachu.
  - Kolona ruských mírotvůrců vyrazila z arménského Gorisu dohlédnout na zastavení bojů v Náhorním Karabachu.
- 12. listopadu – V Tiránském průlivu se zřítil vrtulník UH-60 Black Hawk patřící pozorovatelské misi MFO. Nehodu nepřežilo 7 lidí včetně české rotmistryně Michaely Tiché.
- 14. listopadu – Afghánistán a pákistánskou provincii Balúčistán zasáhlo zemětřesení o síle 6,2 stupně.
- 15. listopadu – Povstalci z etiopské provincie Tigraj zaútočili raketami na Asmaru, hlavní město sousední Eritreje.
- 16. listopadu
  - V prezidentských volbách v Moldavsku zvítězila proevropská kandidátka a bývalá moldavská premiérka Maia Sanduová, která porazila dosavadního proruského prezidenta Igora Dodona.
  - Raketa Falcon 9 Full Thrust vynesla k ISS pilotovaný modul Crew Dragon.
  - Novým peruánským prezidentem byl během prohlubující se politické krize zvolen Francisco Sagasti.
- 17. listopadu – Evropská raketa Vega havarovala díky lidské chybě během startu a přitom byla zničena družice TARANIS, na jejíž palubě byla instalována řada unikátních přístrojů z produkce českých vědeckých institucí.
- 18. listopadu – Americká FAA povolila opětovný provoz letounu Boeing 737 MAX.
- 20. listopadu
  - Národní vědecká nadace oznámila ukončení provozu radioteleskopu na portorické Observatoři Arecibo.
  - Přepočet hlasů v prezidentských volbách ve státě Georgie potvrdil vítězství Joea Bidena.
- 24. listopadu – Čínská raketa Dlouhý pochod vynesla lunární sondu Čchang-e 5.
- 25. listopadu – Zpravodajská agentura TASS informovala o rozbití teroristické buňky Islámského státu ruskou agenturou FSB. Buňka plánovala teroristické útoky v Moskvě.
- 27. listopadu – Při atentátu poblíž Teheránu byl zabit Mohsen Fachrízádeh, jaderný fyzik a šéf iránského jaderného programu.
- 30. listopadu – Britská vláda oznámila z bezpečnostních důvodů zákaz požívání komponentů od čínské společnosti Huawei při budování 5G sítí od září 2021. Zařízení zabudovaná před tímto datem mají byt odstraněna do konce roku 2027.
- 1. prosince
  - Čínská lunární sonda Čchang-e 5 přistála v Oceánu bouří na přivrácené straně Měsíce, kde odebere horninové vzorky.
  - Poškozený radioteleskop Observatoře Arecibo v Portoriku se definitivně zhroutil. Šlo o druhý největší jednoaparátový radioteleskop na světě, známý mimo jiné z filmů Zlaté oko a Kontakt.
  - Policie v ruské Kazani zadržela muže, o němž se domnívá, že v letech 2010 až 2011 zavraždil v Povolží a na Urale nejméně 20 důchodkyň. Média pachateli přezdívala „Povolžský maniak“. Zadržený se údajně k vraždám přiznal.
  - Arizona a Wisconsin potvrdily volební vítězství Joa Bidena. Republikánský ministr spravedlnosti William Barr prohlásil, že nebyly odhaleny žádné volební manipulace, které by mohly změnit volební výsledek.
- 2. prosince – Na australském ostrově Fraser se ani po 6 týdnech nedařilo dostat pod kontrolu rozsáhlý požár, ohrožující vzácnou faunu a flóru, kvůli níž byl ostrov zapsán do seznamu světového dědictví UNESCO.
- 3. prosince – Bangladéšská vláda začala přesídlovat z přeplněných uprchlických táborů více než 1 600 příslušníků rohinské menšiny na zaplavovaný ostrov Thengar Čár. Organizace pro lidská práva to kritizují, protože ostrov je často zaplavován vodou a je nevhodný pro trvalé osídlení.
- 5. prosince
  - V Rusku bylo zahájeno očkování obyvatel proti covidu-19 vakcínou Sputnik V. Přednostní nárok mají zdravotníci, sociální pracovníci a zaměstnanci ve školství.
  - Japonská sonda Hajabusa 2 úspěšně doručila na Zemi vzorky hornin z planetky Ryugu.
- 6. prosince
  - Ve venezuelských parlamentních volbách zvítězila vládní aliance prezidenta Nicoláse Madura. Řada zemí včetně Evropské unie volby neuznala.
  - V rumunských parlamentních volbách zvítězila opoziční sociálně demokratická strana, vládnoucí Národně liberální strana premiéra Ludovica Orbana skončila druhá.
  - Vrah Samuela Patyho byl pohřben v Čečensku.
- 8. prosince – Ve Spojeném království začalo očkování vakcínou vyvinutou společnostmi Pfizer a BioNTech.
- 9. prosince
  - Texas s podporou dalších 17 států a Donalda Trumpa podal stížnost k Nejvyššímu soudu na průběh voleb ve státech Georgie, Michigan, Pensylvánie a Wisconsin.
  - Vyšetřovací komise australského parlamentu nařídila těžařské společnosti Rio Tinto zrekonstruovat zničený jeskynní systém v Hamersleyově pohoří, který byl posvátným místem australských domorodců.
- 10. prosince – Maroko a Izrael normalizovaly vzájemné vztahy. Spojené státy na oplátku uznaly marockou suverenitu nad Západní Saharou.
- 12. prosince
  - Byla porušena dohoda mezi Arménií a Ázerbájdžánem o příměří ve válce v Náhorním Karabachu. Arménie z porušení viní Ázerbájdžán.
  - V Íránu byl popraven opoziční novinář a aktivista Rúholláh Zam.
  - Americký nejvyšší soud zamítl Trumpem podporovanou žalobu Texasu na průběh prezidentských voleb ve státech Georgie, Michigan, Pensylvánie a Wisconsin.
- 14. prosince – V Argentině a Chile bylo možné pozorovat úplné zatmění Slunce.
- 16. prosince – Čínská sonda Čchang-e 5 dopravila na Zemi vzorky měsíčních hornin.
- 18. prosince – Z kosmodromu Vostočnyj odstartoval Sojuz 2.1b, v prvním čistě komerčním startu vynesl na nízkou oběžnou dráhu 36 satelitů komunikační sítě OneWeb.
- 21. prosince
  - Velká konjunkce Jupiteru a Saturnu
  - Evropská komise schválila podmíněnou registraci vakcíny společností Pfizer a BioNTech proti onemocnění covid-19.
- 22. prosince – Z čínského kosmodromu Wen-čchang na ostrově Chaj-nan odstartovala raketa Dlouhý pochod 8 a na oběžnou dráhu Země vynesla 5 satelitů.
- 24. prosince – Spojené království a Evropská unie dosáhly dohody o pobrexitovém uspořádání.
- 25. prosince – Několik domů bylo zničeno a nejméně tři lidé byli zraněni při výbuchu bomby v karavanu v centru Nashville, hlavního města státu Tennessee.
- 26. prosince – FSB rozbila buňku Islámského státu v Dagestánu a překazila tak plánovaný teroristický útok.
- 27. prosince – Čína snížila hranici trestní odpovědnosti ze 14 na 12 let.
- 29. prosince – Nedaleko města Petrinja došlo k zemětřesení o síle 6,4 stupně na Richterově stupnici.
- 30. prosince
  - Spojené království schválilo vakcínu proti koronaviru SARS-CoV-2 od firmy AstraZeneca.
  - Při útoku na letišti v jemenském Adenu zahynulo 25 lidí a 110 jich bylo zraněno.
- 31. prosince – Světová zdravotnická organizace schválila vakcínu proti koronaviru SARS-CoV-2 od společností Pfizer a BioNTech pro nouzové použití.

## Úmrtí

### Česko

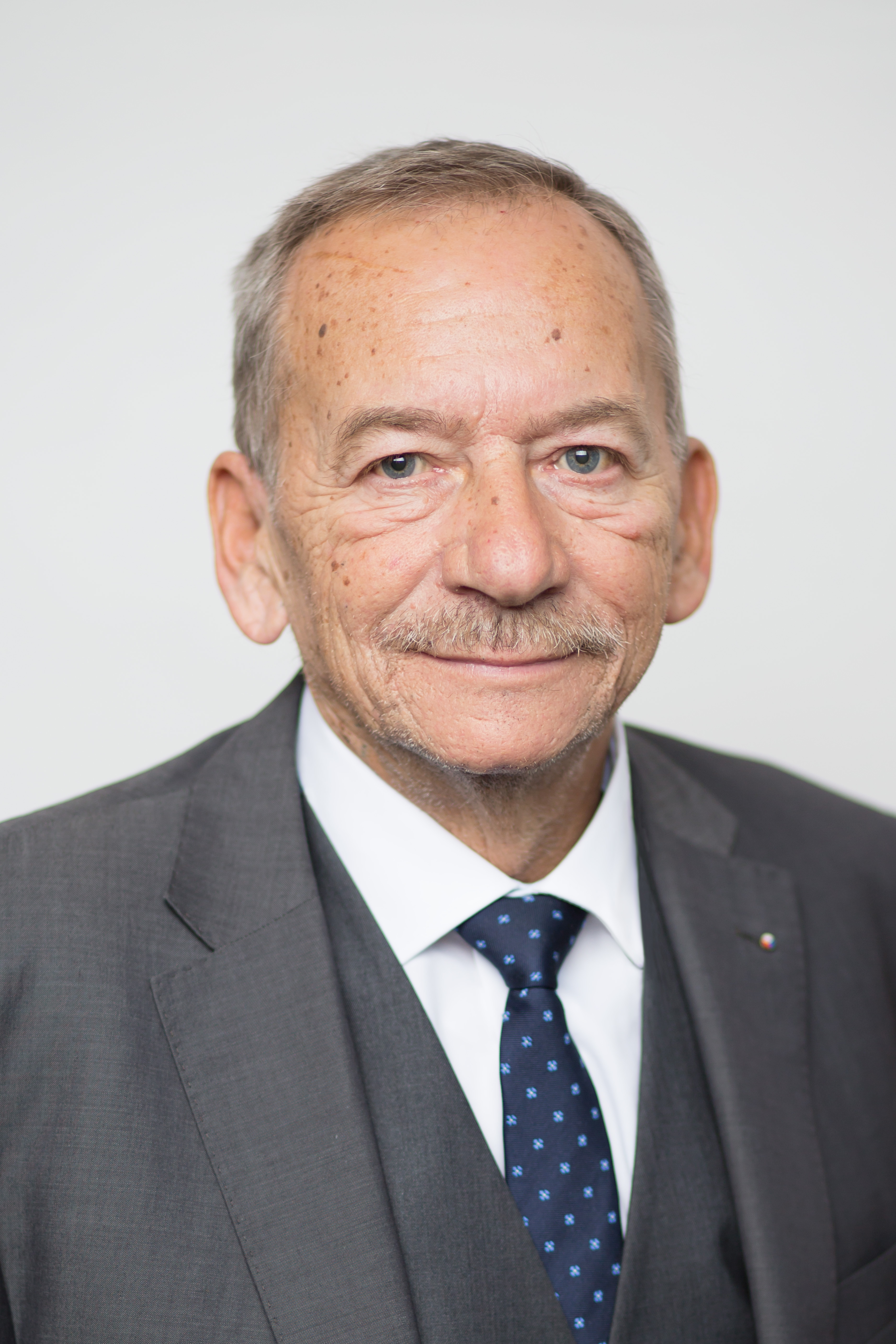
Jaroslav Kubera († 20. ledna)

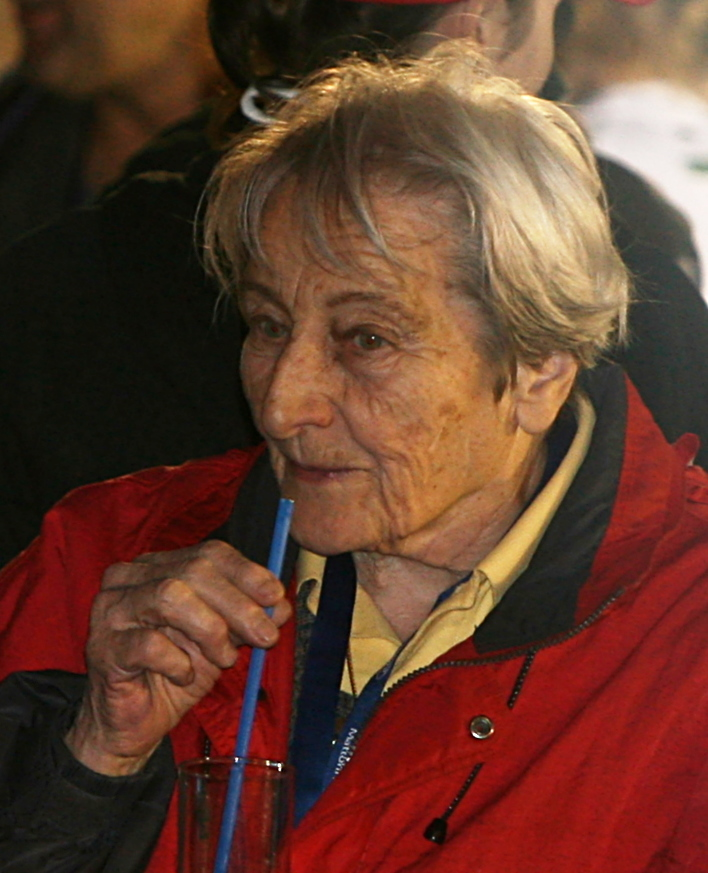
Dana Zátopková († 13. března)

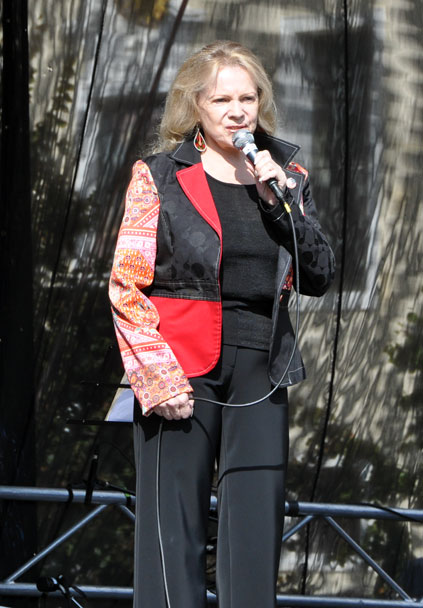
Eva Pilarová († 14. března)

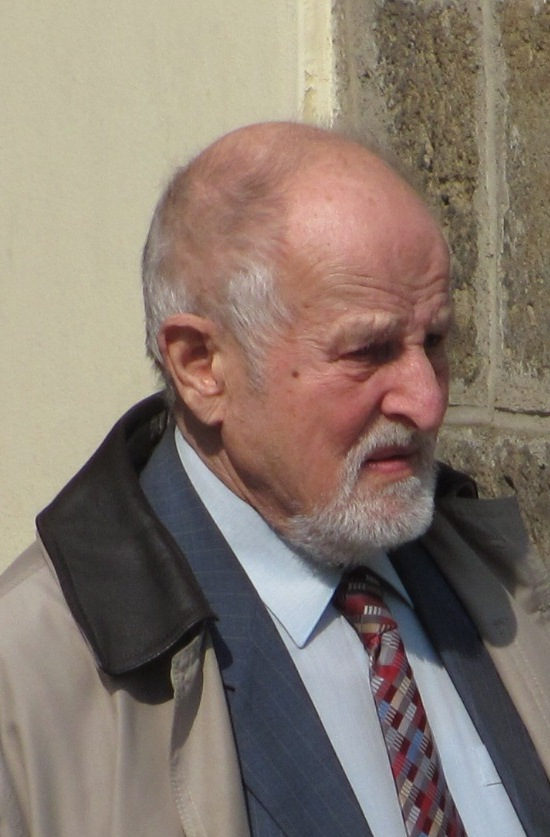
Zdeněk Jičínský († 9. dubna)

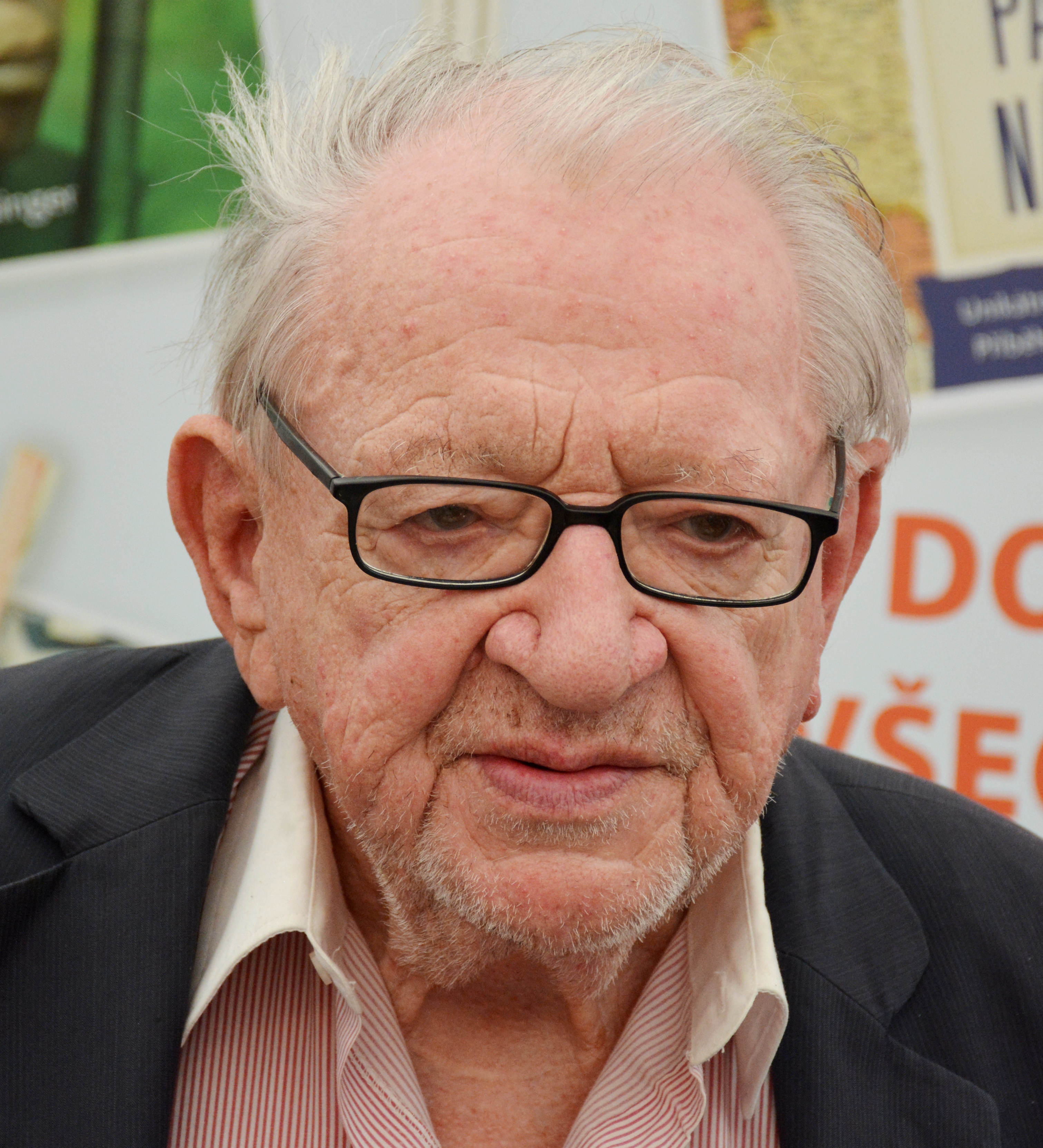
Miloslav Stingl († 11. května)

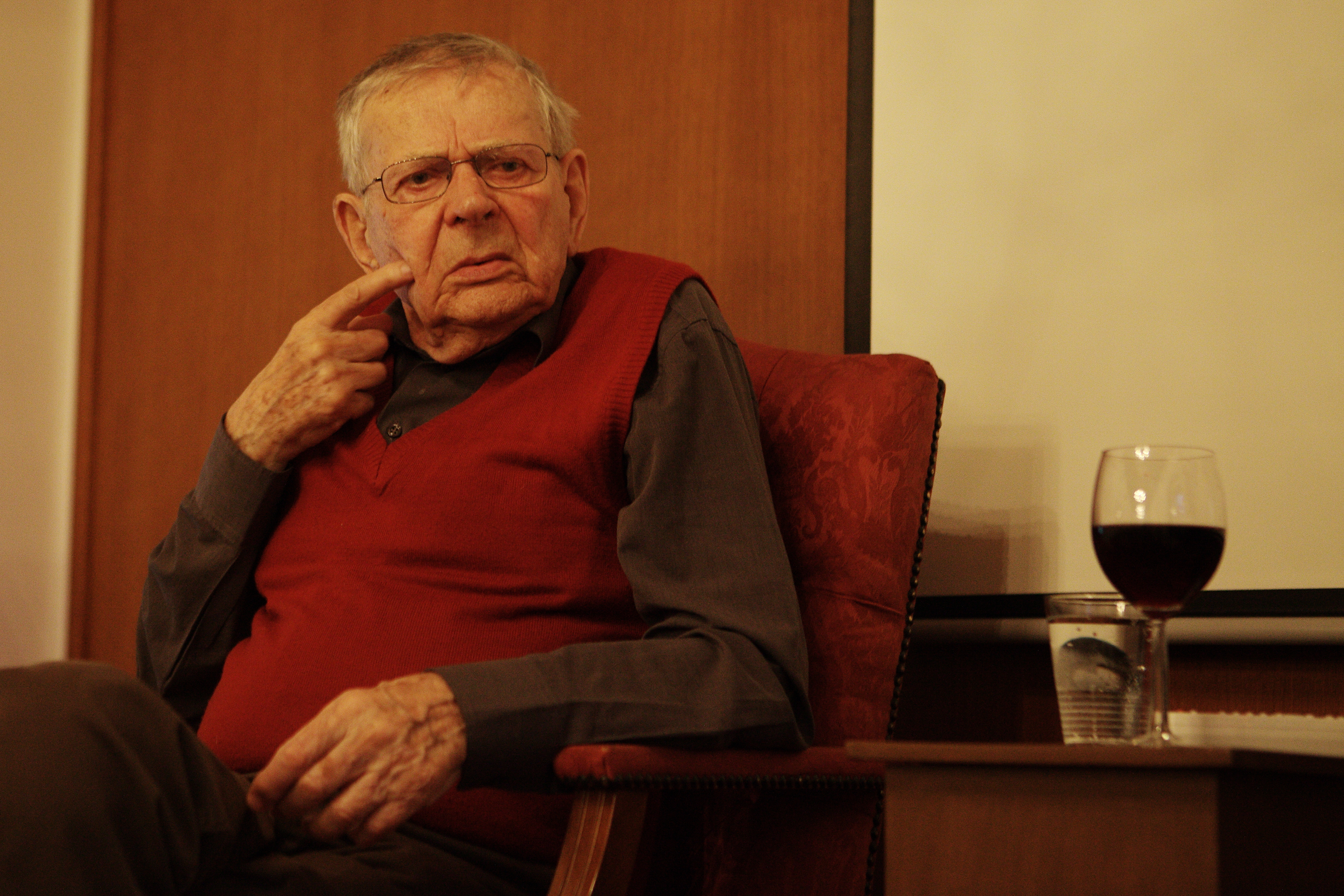
Jan Skopeček († 27. července)

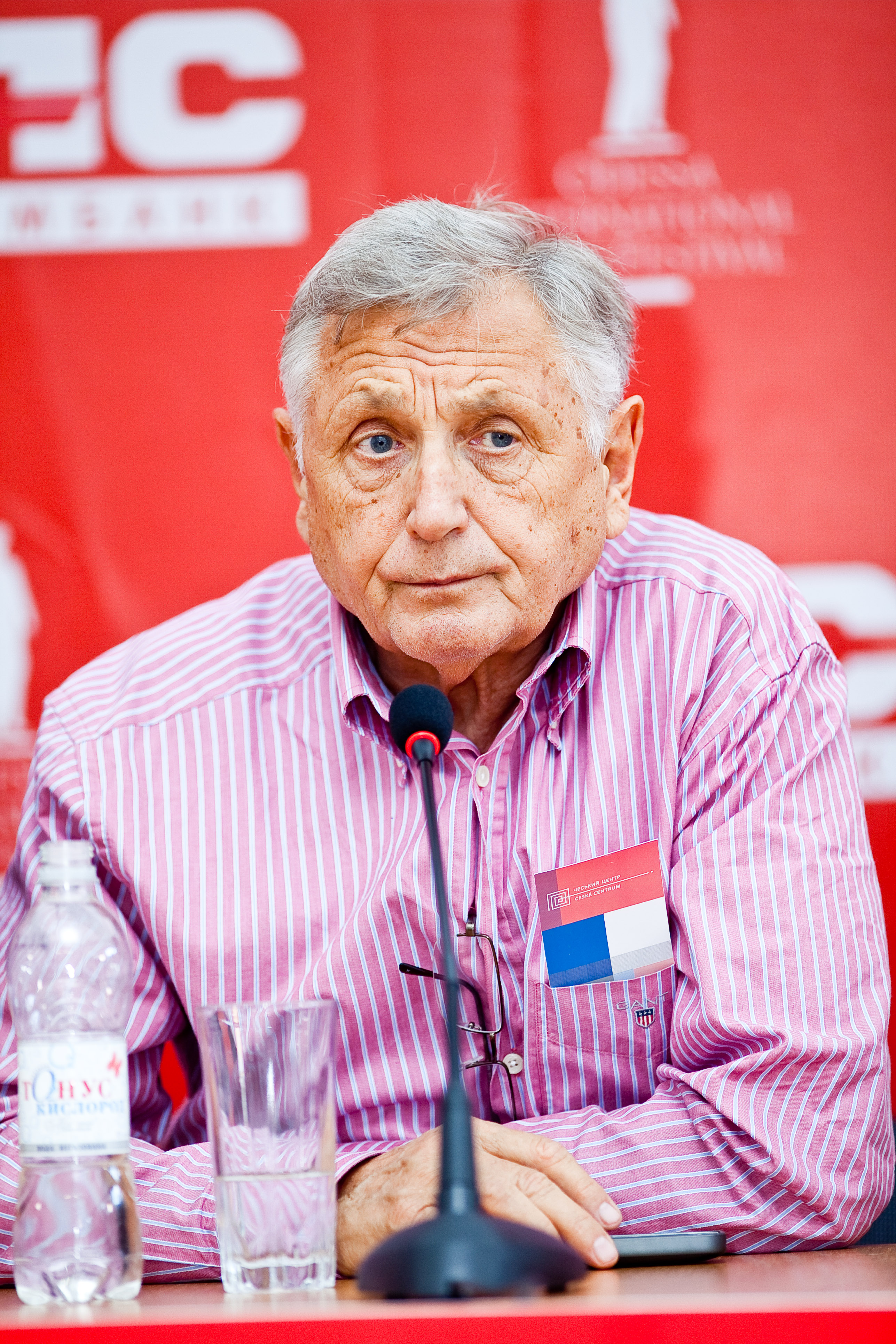
Jiří Menzel († 5. září)

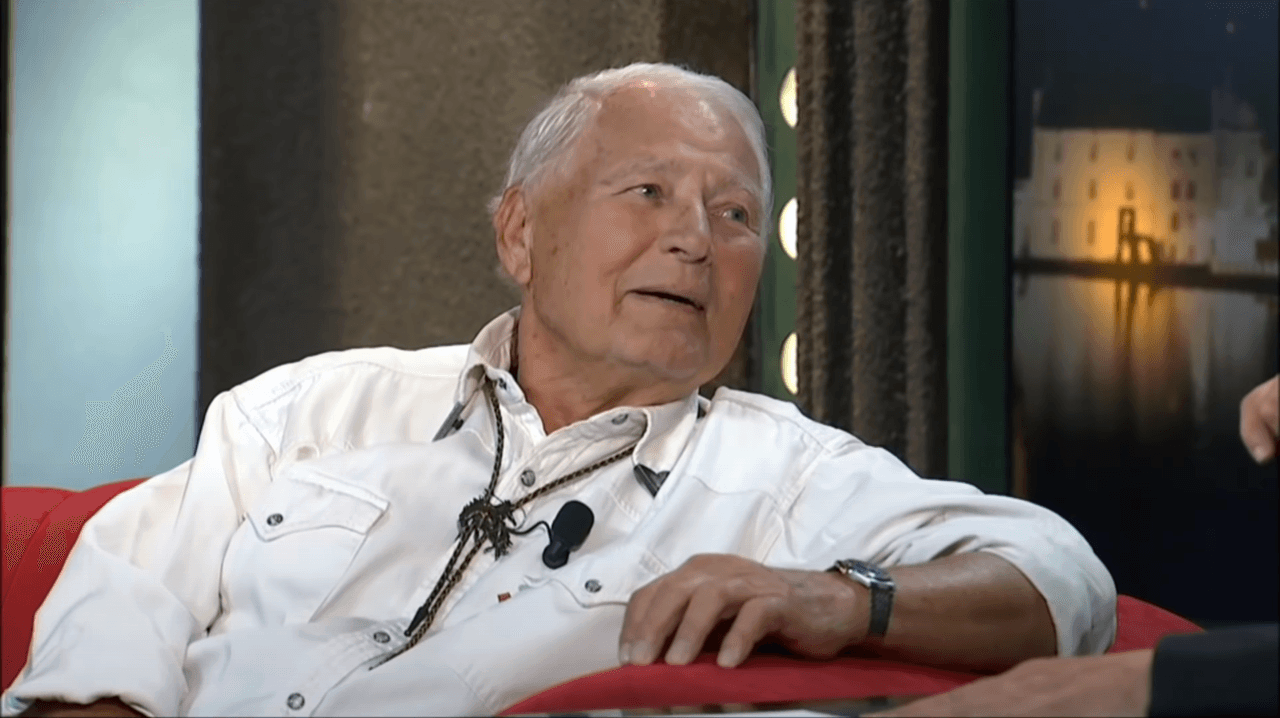
Karel Fiala († 3. října)

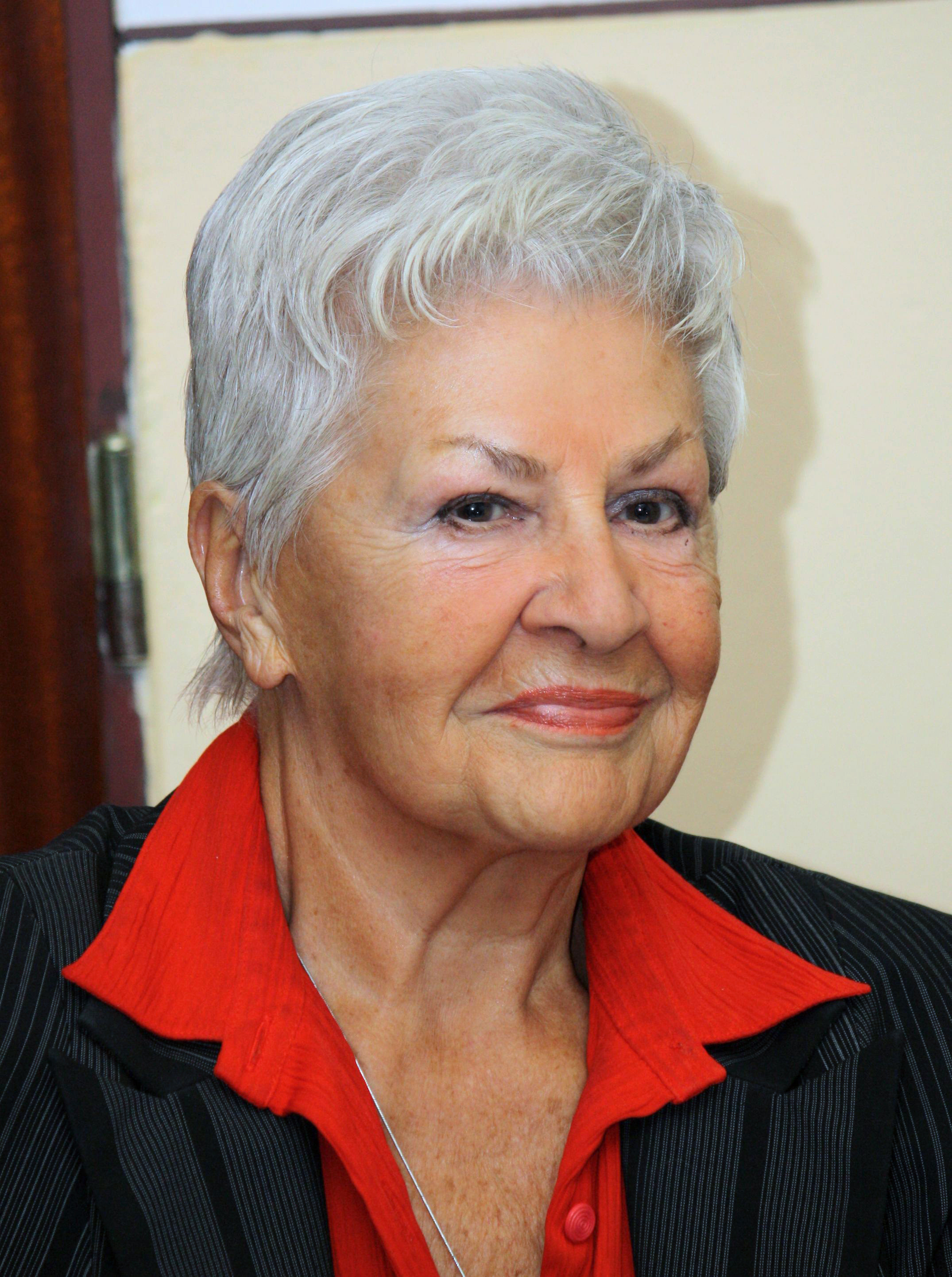
Kamila Moučková († 24. listopadu)

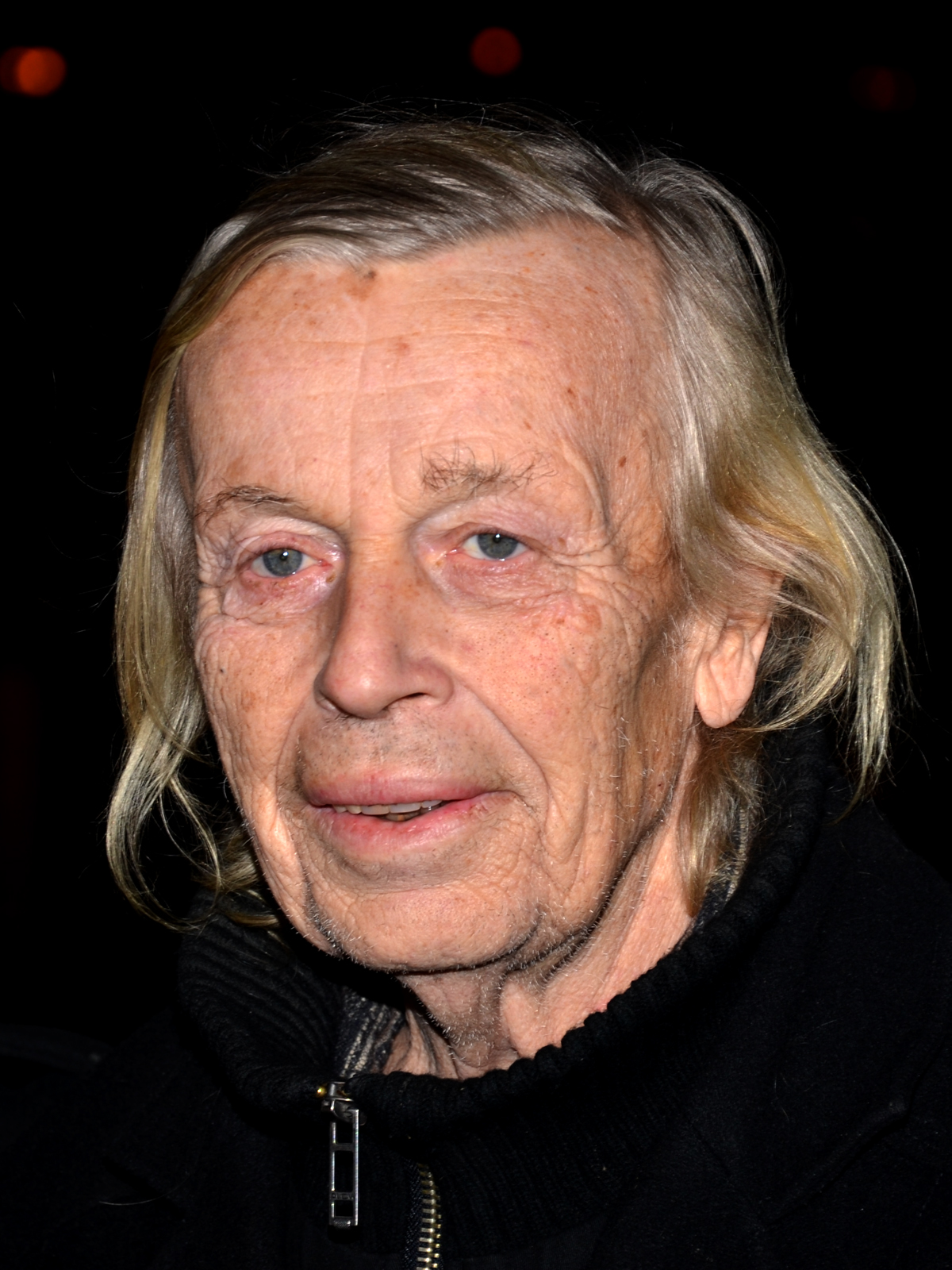
Svatopluk Karásek († 20. prosince)

- 2. ledna – Bohumír Kolář, pedagog, publicista a kulturní činitel (* 10. listopadu 1932)
- 5. ledna – Čestmír Hofhanzl, politik a biolog (* 9. října 1941)
- 8. ledna
  - Zdeněk Nikodým, hokejista (* 2. října 1926)
  - Roman Matoušek, plochodrážní závodník (* 23. května 1964)
- 9. ledna
  - Milan Balabán, politik a projektant (* 3. června 1944)
  - Petar Introvič, bluesový zpěvák, harmonikář, kytarista a skladatel, spoluzakladatel skupiny Bluesberry (* 14. června 1951)
- 11. ledna – Jan Plovajko, plukovník, válečný veterán druhé světové války (* 5. února 1922)
- 14. ledna
  - Naděžda Kniplová, operní pěvkyně–sopranistka (* 18. dubna 1932)
  - Josef Čermák, literární historik, editor a překladatel (* 18. května 1928)
- 16. ledna – Madla Vaculíková, spisovatelka (* 25. listopadu 1925)
- 17. ledna – Jolanda, kartářka a věštkyně (* 29. března 1964)
- 18. ledna
  - Adolf Jílek, politik (* 19. března 1949)
  - Petr Pokorný, evangelický teolog, filozof, biblista-novozákoník, historik a vysokoškolský pedagog (* 21. dubna 1933)
- 19. ledna – Hana Ezrová, československá hráčka basketbalu (* 26. března 1927)
- 20. ledna – Jaroslav Kubera, politik (* 16. února 1947)
- 25. ledna – Otakar Mareček, veslař, reprezentant a olympionik (* 14. června 1943)
- 27. ledna – Jiří Zahradník, entomolog, fotograf a hudebník (* 12. srpna 1928)
- 30. ledna
  - Luboš Dobrovský, novinář a politik (* 3. února 1932)
  - Staša Fleischmannová, fotografka a autorka vzpomínkové literatury (* 24. září 1919)
  - Milan Nestrojil, farmaceut a výtvarník (* 16. listopadu 1947)
- 31. ledna
  - Miloslav Penner, fotbalový obránce (* 5. září 1972)
  - Zdeněk Hanka, spisovatel, pohotovostní specialista a profesionální instruktor (* 20. ledna 1956)
- 6. února – Jiřina Kubíková, husitská farářka, katechetka a teoložka (* 8. února 1930)
- 8. února – Erazim Kohák, filozof a publicista (* 21. května 1933)
- 9. února – Emil Škrabiš, politik a zemědělský inženýr (* 1. září 1939)
- 13. února
  - Karel Neffe, veslař a olympionik (* 6. července 1948)
  - Miloš Stehlík, historik umění a vysokoškolský pedagog (* 14. listopadu 1923)
- 18. února – Lidmila Vášová, představitelka české bibliopedagogiky, bibliopsychologie a knihovnictví (* 31. prosince 1939)
- 20. února – Jaroslav Šíma, hokejista (* 22. ledna 1944)
- 21. února – Stanislav Dvorský, básník a teoretik (* 14. července 1940)
- 27. února – Ivan Vojtěch, hudební vědec (* 27. listopadu 1928)
- 1. března – Jan Vyčítal, zpěvák a textař (* 8. března 1942)
- 4. března – Mirek Kovářík, divadelník, kulturní publicista, redaktor, herec, moderátor a vysokoškolský pedagog (* 15. srpna 1934)
- 10. března – Eva Broklová, historička (* 6. března 1939)
- 11. března – Zdeněk Karel Slabý, spisovatel, publicista, kritik a překladatel (* 9. června 1930)
- 13. března
  - Dana Zátopková, atletka a olympijská vítězka v hodu oštěpem (* 19. září 1922)
  - Arnošt Herman, právník a spisovatel (* 2. května 1932)
- 14. března – Eva Pilarová, zpěvačka (* 9. srpna 1939)
- 15. března – František Budín, konferenciér a komik (* 19. července 1924)
- 16. března – Vratislav Slezák, germanista, polonista a literární překladatel z němčiny (* 29. února 1932)
- 20. března – Vladimír Zábrodský, československý hokejista a tenista (* 7. března 1923)
- 26. března – Zdeněk Hess, herec (* 8. prosince 1940)
- 31. března – Otakar Leiský, zoolog a spoluzakladatel (* 25. listopadu 1925)
- 1. dubna – Jiřina Medková, historička umění (* 27. prosince 1921)
- 2. dubna – Zdeněk Přikryl, sochař (* 4. července 1928)
- 6. dubna
  - Tereza Spencerová, novinářka, publicistka a trans aktivistka (* 3. ledna 1965)
  - Danuše Táborská, anestezioložka a zakladatelka zakladatelka první anesteziologicko-resuscitační kliniky v Československu (* 22. prosince 1928)
  - Miloš Vacín, fotbalista (* 8. září 1940)
- 7. dubna – Jan Křen, historik (* 22. srpna 1930)
- 8. dubna
  - Jaroslava Brychtová, malířka, sochařka a sklářská výtvarnice (* 18. července 1924)
  - Luďa Klusáková, historička (* 21. září 1950)
- 9. dubna – Zdeněk Jičínský, právník a politik (* 26. února 1929)
- 15. dubna – Jaroslav Pazdera, fotbalový útočník (* 27. června 1962)
- 16. dubna
  - Gene Deitch, americký režisér a producent animovaných filmů (* 8. srpna 1924)
  - Dušan Vančura, zpěvák, kontrabasista, textař, hudební aranžér a překladatel (* 9. prosince 1937)
- 23. dubna – Heda Čechová, rozhlasová a televizní hlasatelka (* 17. července 1928)
- 28. dubna – Ladislav Hejdánek, filosof, jeden z mluvčích Charty 77 a emeritní profesor ETF UK (* 10. května 1927)
- 6. května – Karel Weinlich, rozhlasový režisér (* 6. dubna 1930)
- 7. května – Bedřich Housa, autor a rytec (* 12. dubna 1926)
- 10. května – Anna Gavendová, orientační běžkyně (* 4. července 1946)
- 11. května
  - Peter Nemšovský, atlet (* 6. ledna 1943)
  - Čestmír Řanda mladší, herec, scénograf, producent a výtvarník (* 15. května 1959)
  - Miloslav Stingl, cestovatel, etnograf a spisovatel (* 19. prosince 1930)
- 12. května – Radim Novák, fotbalista (* 2. dubna 1978)
- 21. května – Miroslava Hlaváčková, historička umění a kurátorka (* 8. května 1942)
- 24. května – Zdena Tominová, spisovatelka a představitelka disentu v ČSSR (* 7. února 1941)
- 28. května – Jaroslav Švach, fotbalový obránce a záložník (* 3. ledna 1973)
- 1. června
  - Milan Černohouz, zpěvák a podnikatel (* 20. dubna 1943)
  - Josef Smolka, volejbalista (* 22. března 1939)
- 4. června – Jaroslav Janoš, fotbalový trenér (* 2. září 1946)
- 5. června – Jiří Hanák, novinář (* 27. února 1938)
- 13. června – Miroslav "Majsner" Švanda, bezdomovec
- 16. června – Roman Kubička, malíř (* 25. prosince 1947)
- 17. června – Petr Král, básník (* 4. září 1941)
- 23. června – Martin Schulz, novinář (* 10. června 1954)
- 25. června – Radovan Procházka, politický vězeň a zpravodajský důstojník (* 11. května 1927)
- 2. července – Jiří T. Kotalík, historik architektury (* 14. února 1951)
- 10. července
  - Miloš Jakeš, politik, bývalý generální tajemník ÚV KSČ (* 12. srpna 1922)
  - Svatopluk Matyáš, herec (* 18. října 1929)
- 14. července – Jindřich Kabát, psycholog a politik (* 24. dubna 1953)
- 22. července – Miloš Nesvadba, herec, spisovatel, ilustrátor a výtvarník (* 17. dubna 1925)
- 24. července – Ondřej Buchtela, hokejový obránce (* 8. listopadu 1999)
- 25. července – Božena Böhmová, herečka (* 22. února 1925)
- 27. července – Jan Skopeček, herec a dramatik (* 19. září 1925)
- 7. srpna – Tomáš Grulich, politik (* 14. ledna 1951)
- 16. srpna – Ladislav Jirků, politik a vysokoškolský učitel (* 4. června 1946)
- 17. srpna – Stanislav Kadečka, právník (* 1. října 1975)
- 19. srpna – Oldřich Čech, ortoped (* 19. července 1928)
- 30. srpna – Marián Huťka, fotbalista (* 28. ledna 1943)
- 31. srpna – Miloš Říha, hokejový trenér (* 6. prosince 1958)
- 2. září
  - Jiřina Fikejzová, textařka a sportovkyně (* 13. dubna 1927)
  - František Vaněk, hokejista (* 3. prosince 1931)
- 3. září – Karel Knesl, fotbalista (* 8. dubna 1942)
- 4. září – Bohumír Roedl (starší), historik a iberoamerikanista (* 23. března 1929)
- 5. září – Jiří Menzel, oscarový režisér a herec (* 23. února 1938)
- 7. září – Jiřina Prekopová, dětská psycholožka (* 14. října 1929)
- 14. září – Břetislav Enge, automobilový závodník (* 3. března 1950)
- 17. září – Luboš Perek, astronom (* 26. července 1919)
- 2. října – Martin Havelka, herec (* 10. července 1958)
- 3. října – Karel Fiala, herec a operní pěvec (* 3. srpna 1925)
- 19. října – Jana Andresíková, herečka (* 2. dubna 1941)
- 20. října – Zdeněk Dolanský, herec (* 4. ledna 1952)
- 31. října – Rudolf Zahradník, fyzikální chemik (* 20. října 1928)
- 2. listopadu – Jan Bouzek, archeolog (* 17. února 1935)
- 24. listopadu – Kamila Moučková, televizní a rozhlasová hlasatelka a moderátorka (* 8. dubna 1928)
- 1. prosince – Jarmila Halbrštátová, válečná veteránka (* 7. dubna 1924)
- 4. prosince
  - Marie Rút Křížková, básnířka, literární historička a mluvčí Charty 77 (* 15. června 1936)
  - Antonín Jaroslav Liehm, novinář, spisovatel a filmový kritik (* 2. března 1924)
- 7. prosince – Vadim Petrov, hudební skladatel, klavírista a pedagog (* 24. května 1932)
- 14. prosince
  - Evdokie Havlíčková, válečná veteránka (* 1926)
  - Pavel Kamas, operní pěvec a pedagog (* 7. prosince 1947)
- 15. prosince – Václav Kuchynka, válečný veterán, generál (* 13. září 1925)
- 18. prosince – Jiří Hálek, herec (* 10. září 1930)
- 20. prosince – Svatopluk Karásek, písničkář a evangelický duchovní, signatář Charty 77 (* 18. října 1942)
- 21. prosince – Karel Vachek, režisér a pedagog FAMU (* 4. srpna 1940)
- 27. prosince – Ladislav Mrkvička, herec (* 2. února 1939)

### Svět

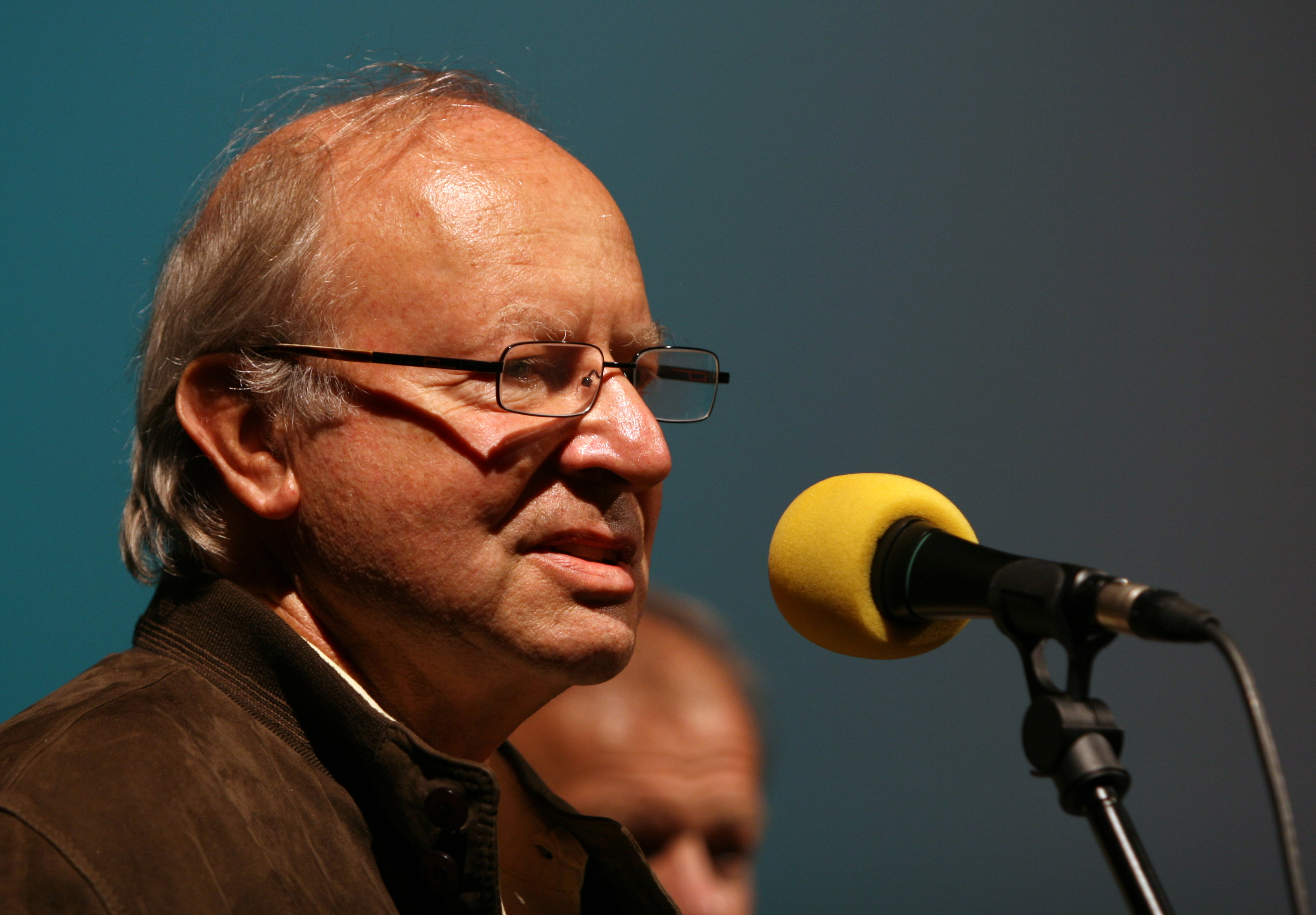
Ivan Passer († 9. ledna)

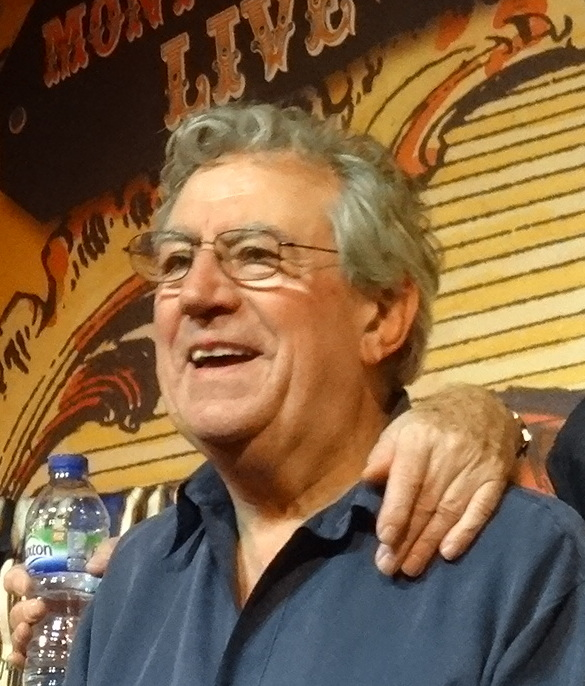
Terry Jones († 21. ledna)

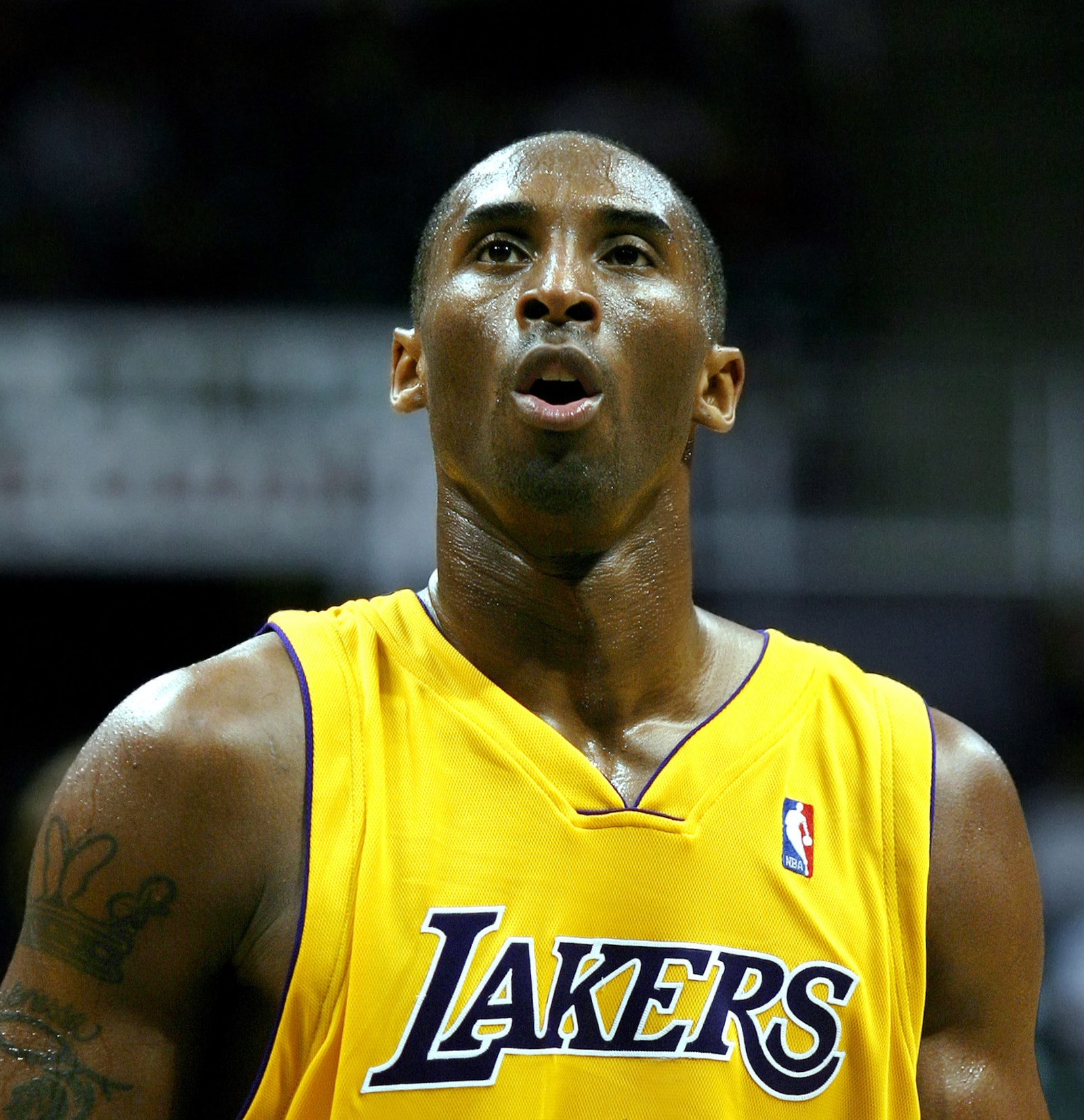
Kobe Bryant († 26. ledna)

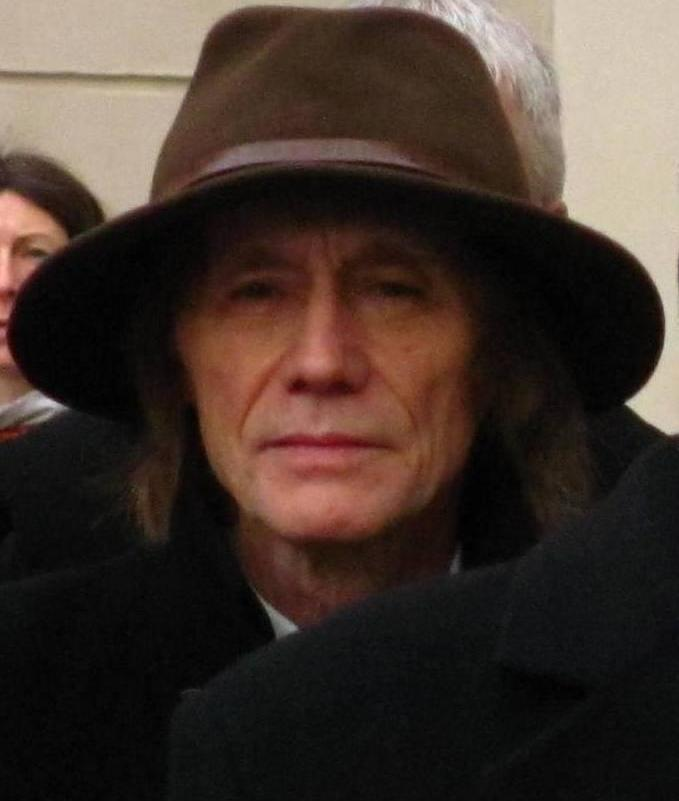
Ivan Král († 2. února)

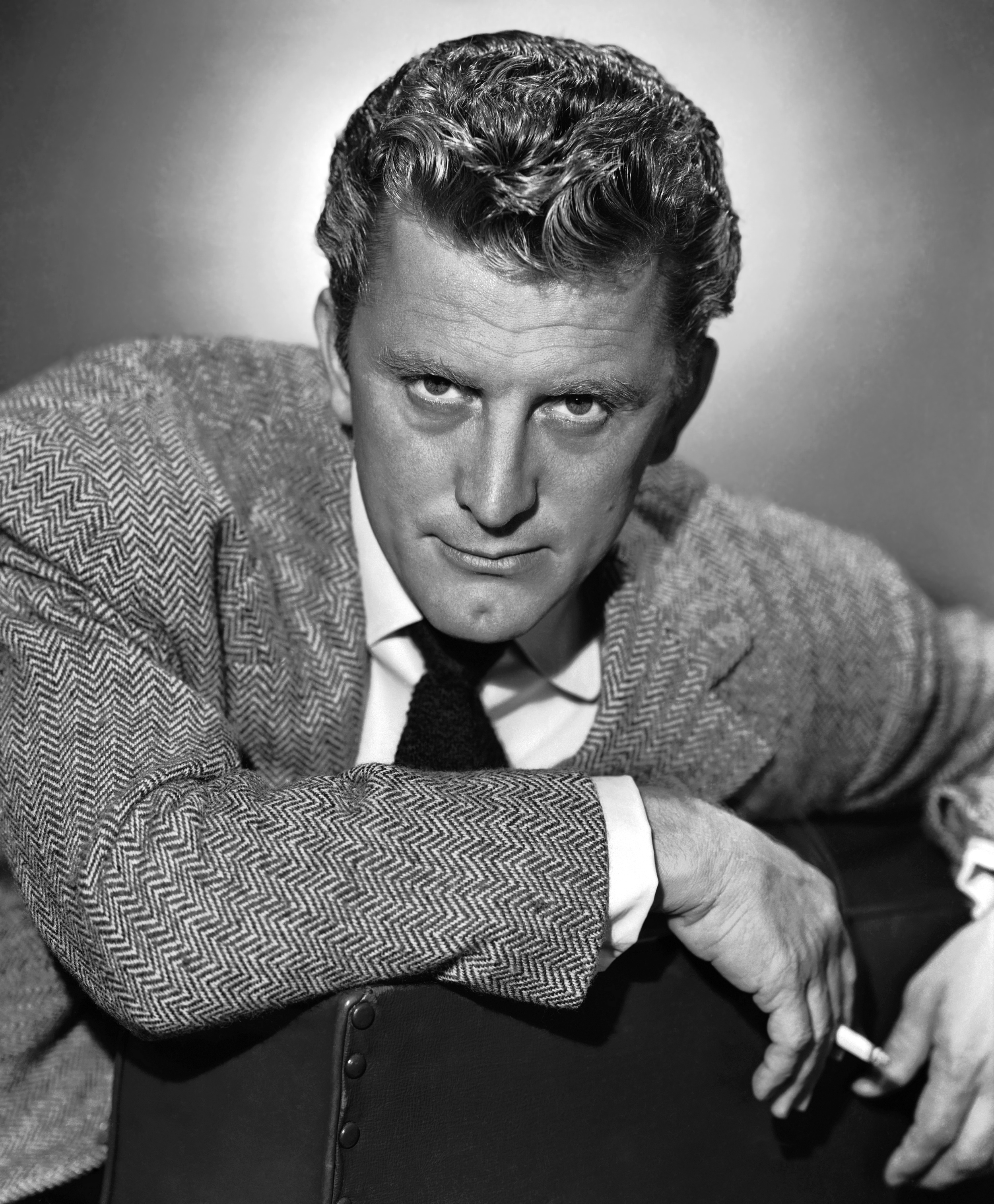
Kirk Douglas († 5. února)

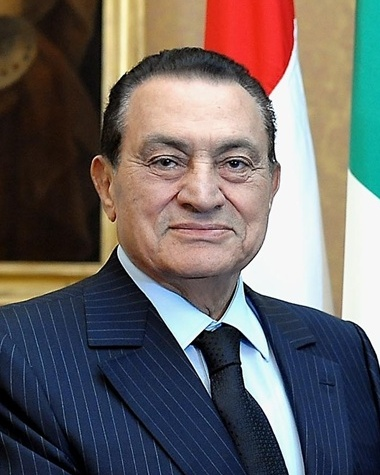
Husní Mubárak († 25. února)

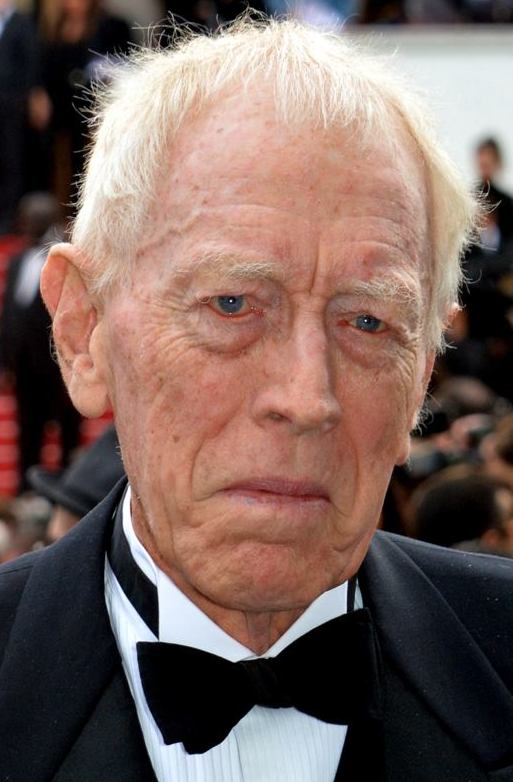
Max von Sydow († 8. března)

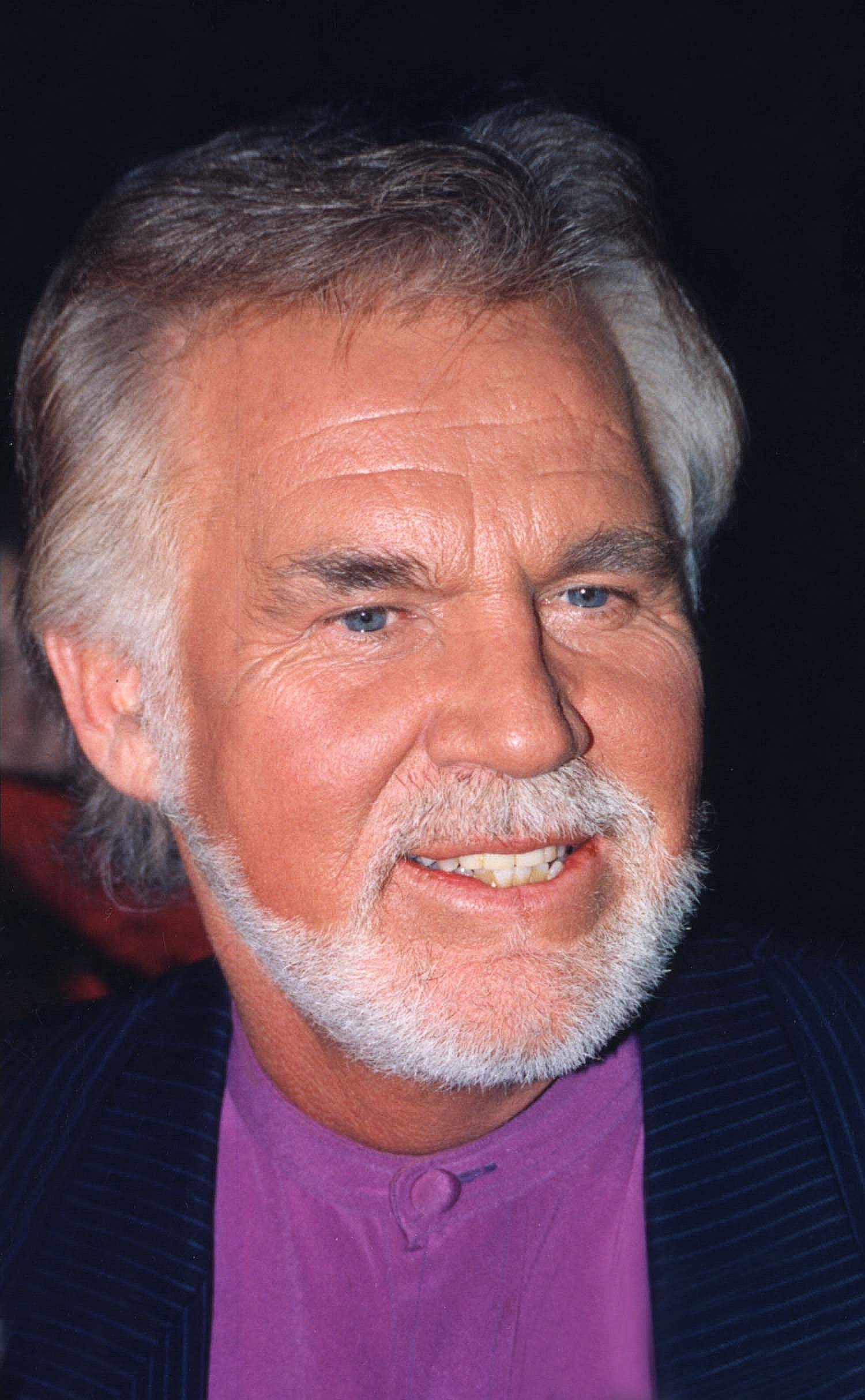
Kenny Rogers († 20. března)

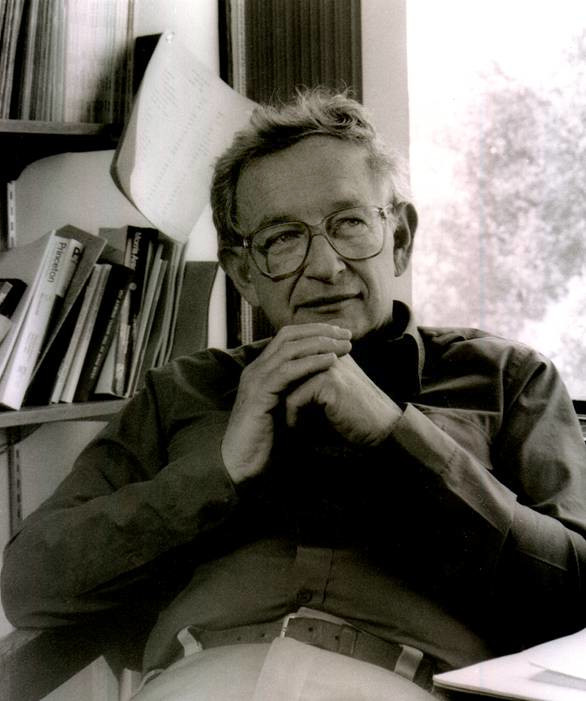
Philip Warren Anderson († 29. března)

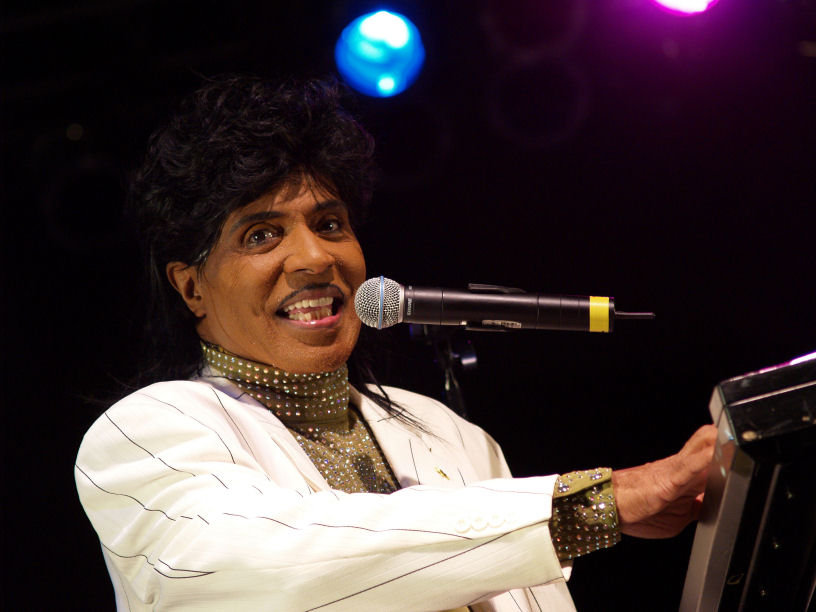
Little Richard († 9. května)

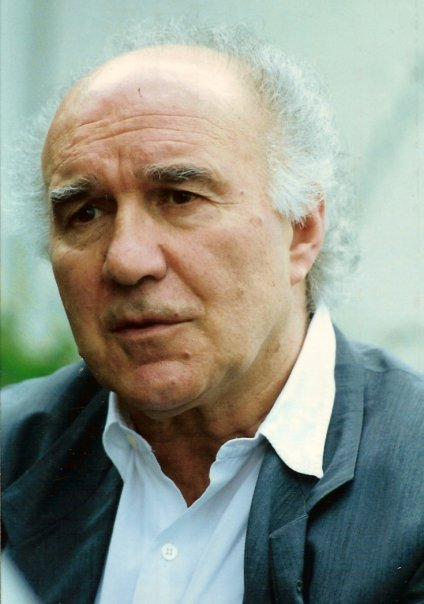
Michel Piccoli († 12. května)

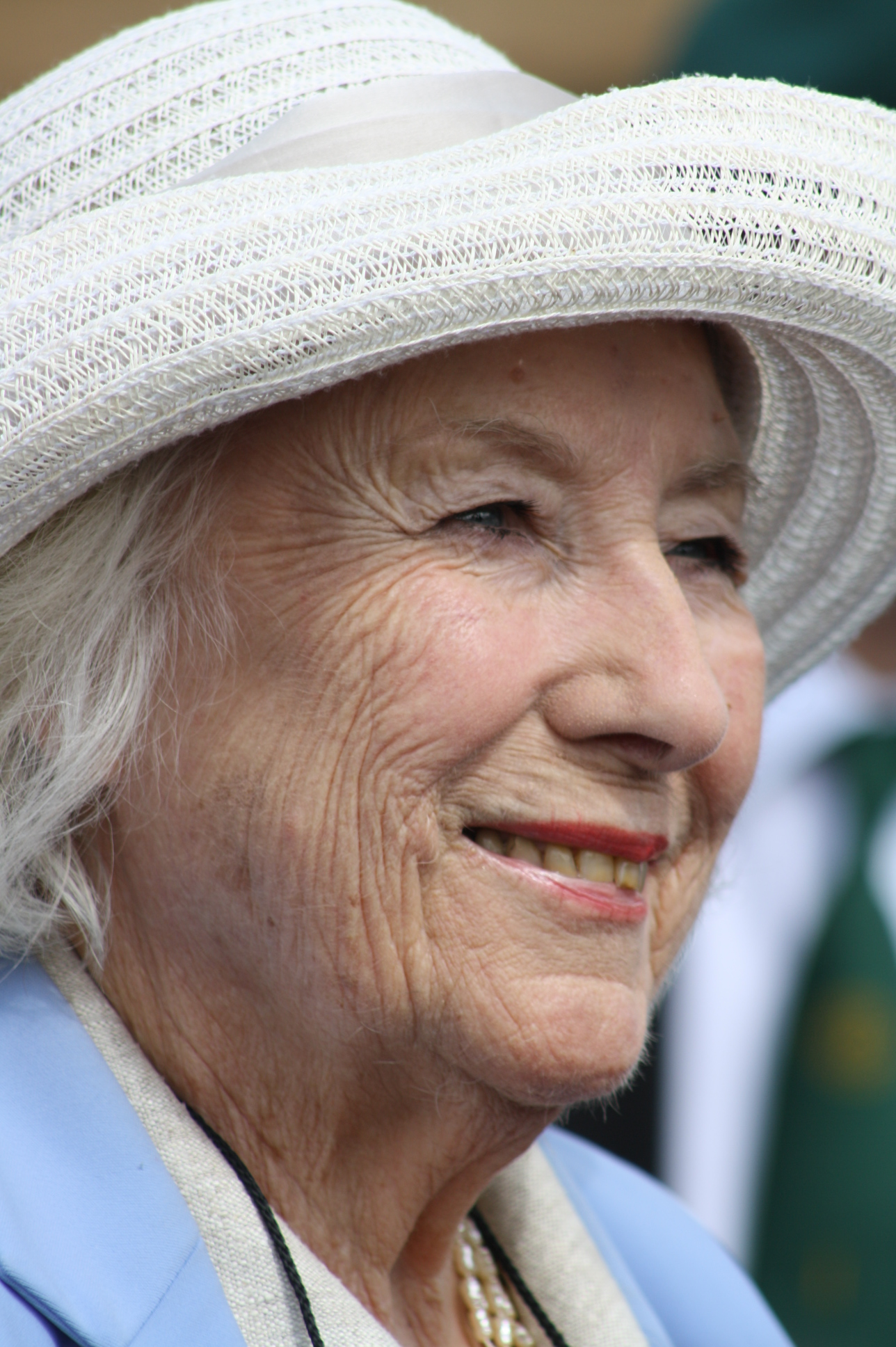
Vera Lynnová († 18. června)

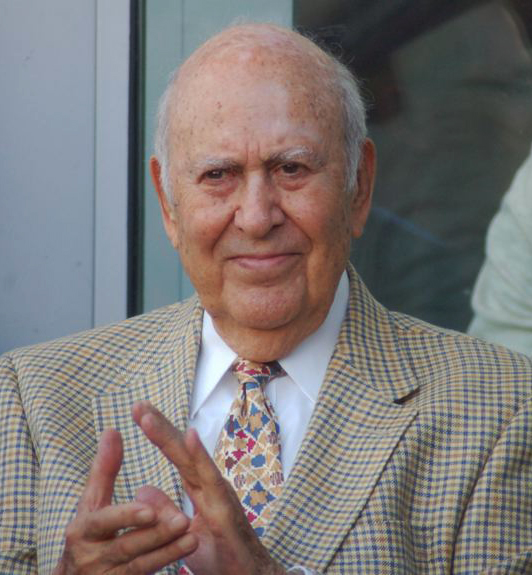
Carl Reiner († 29. června)

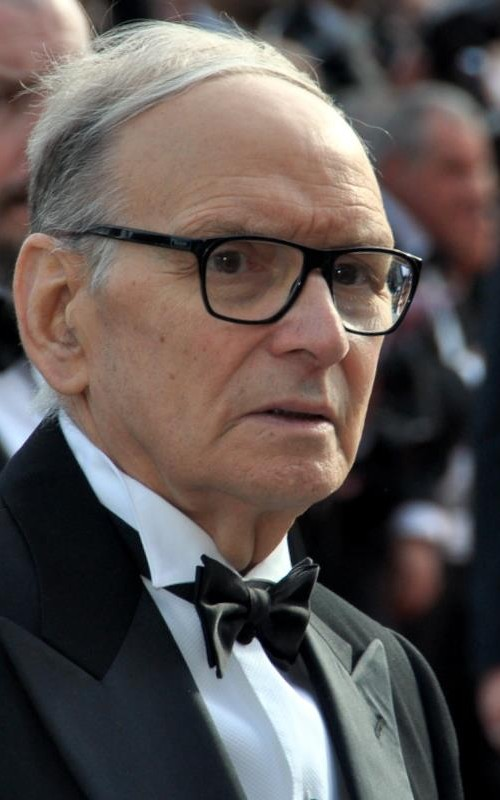
Ennio Morricone († 6. července)

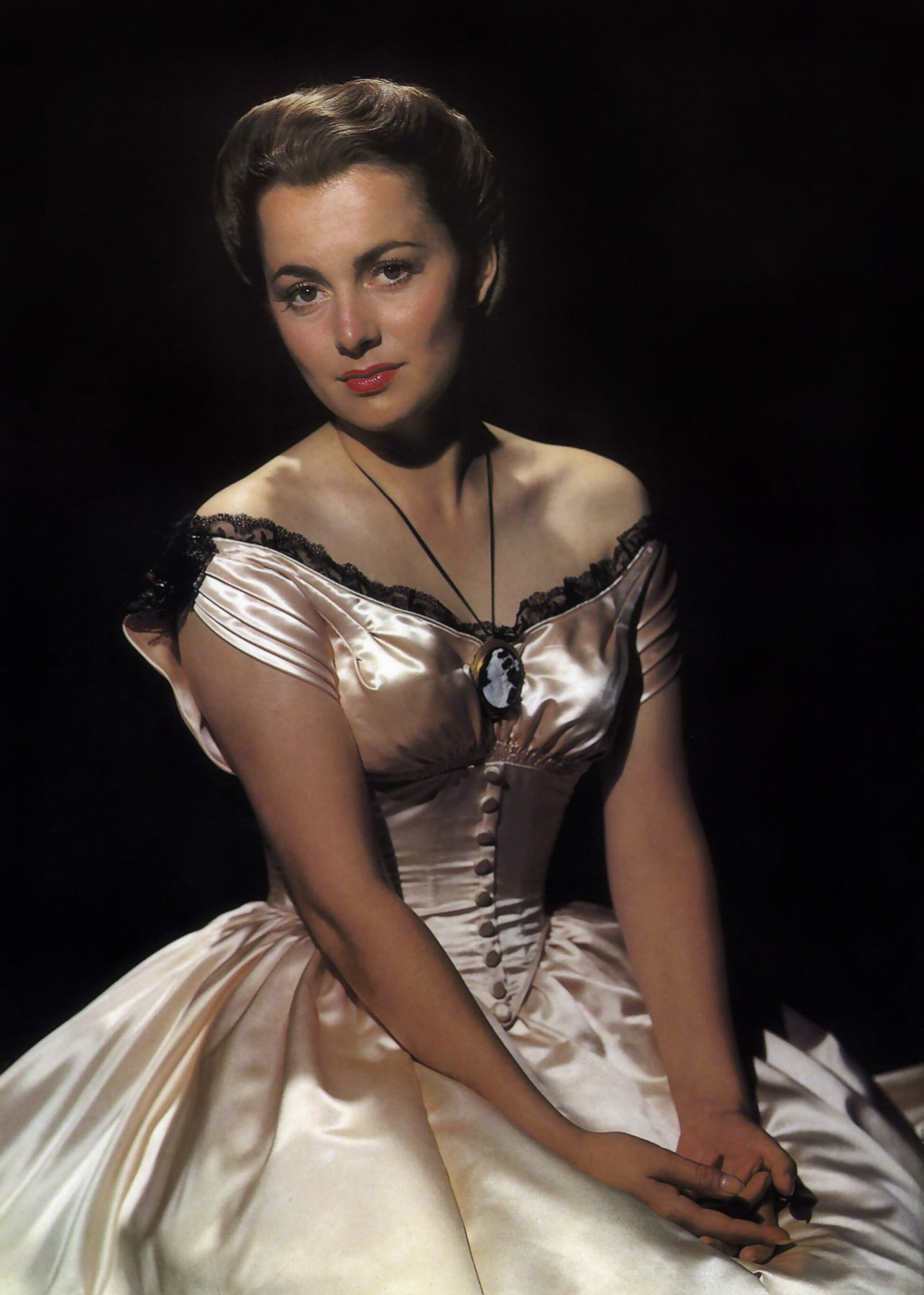
Olivia de Havilland († 26. července)

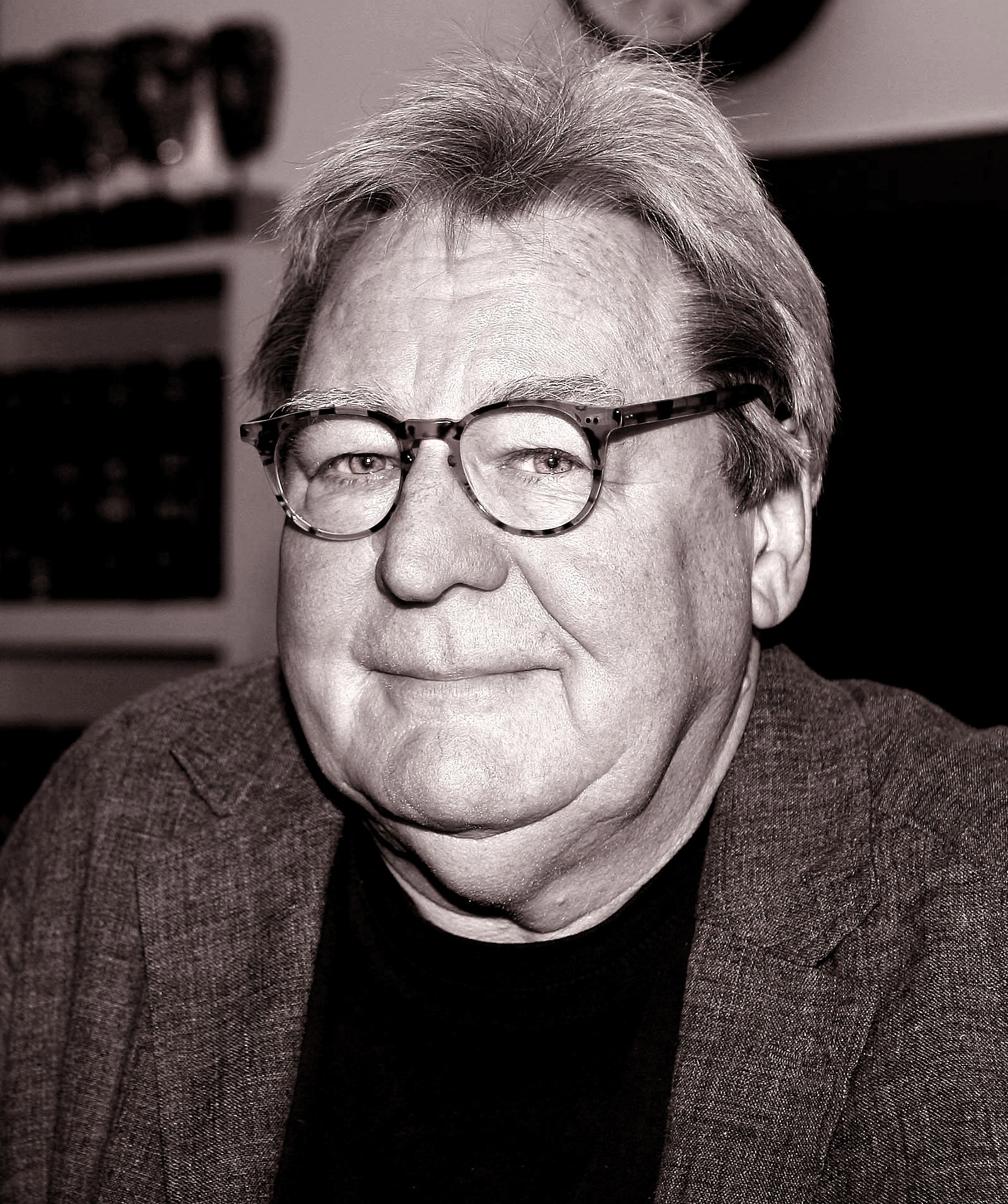
Alan Parker († 31. července)

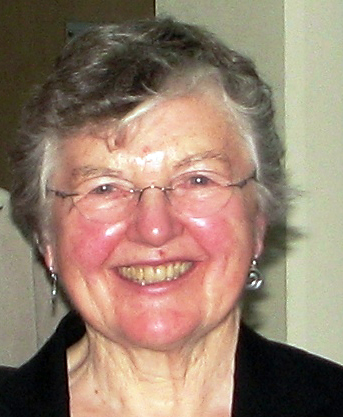
Frances E. Allenová († 4. srpna)

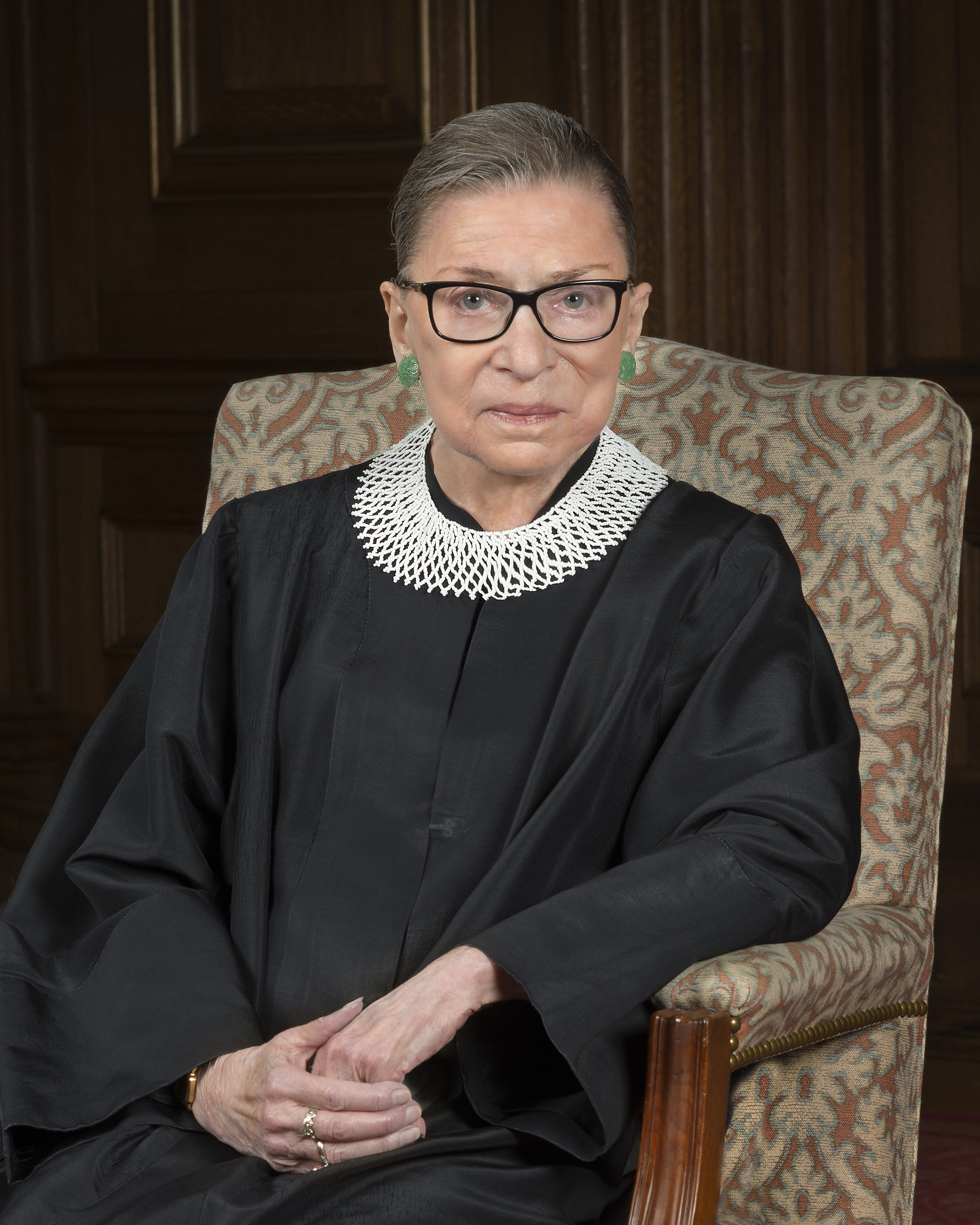
Ruth Baderová Ginsburgová († 18. září)

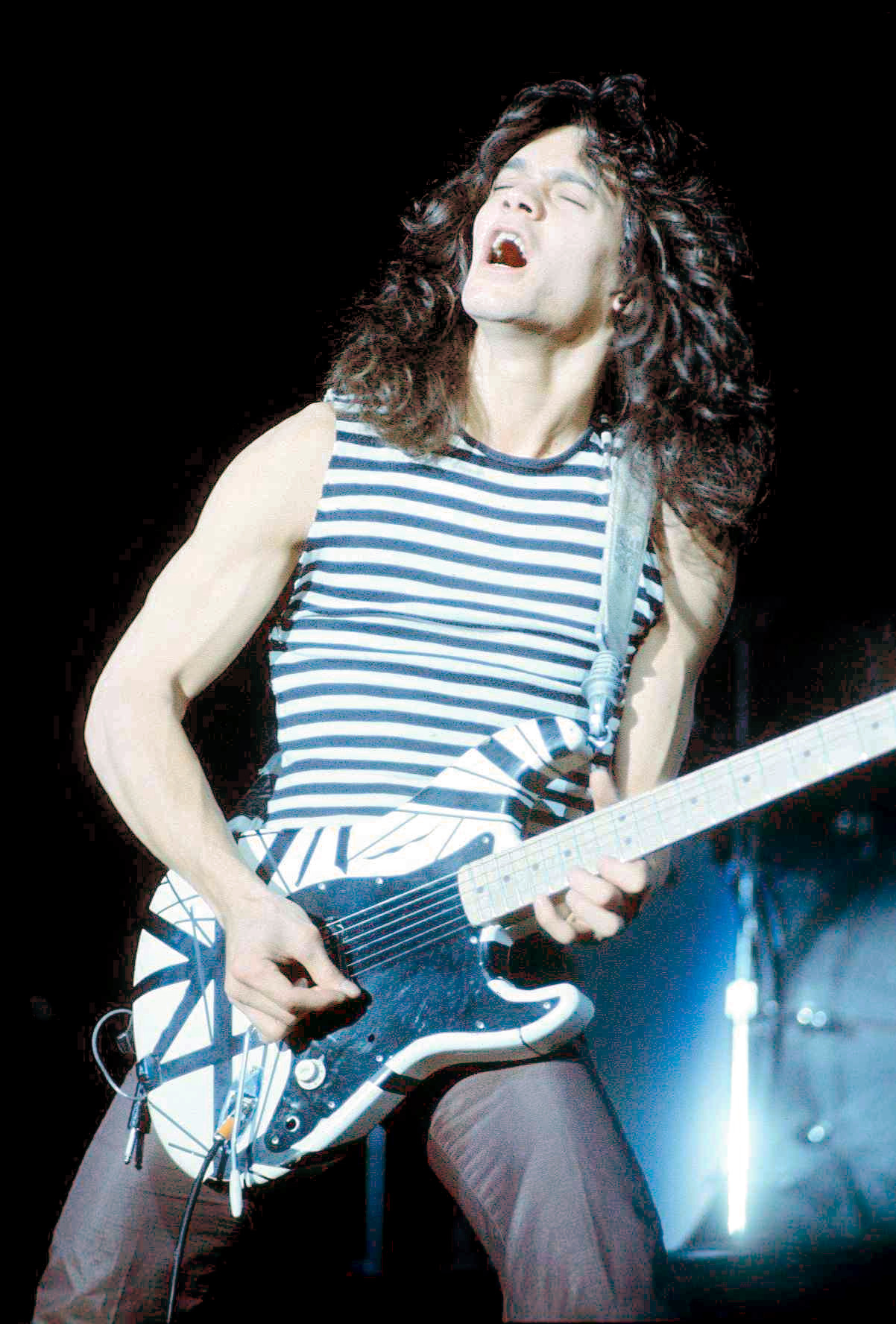
Eddie Van Halen († 6. října)

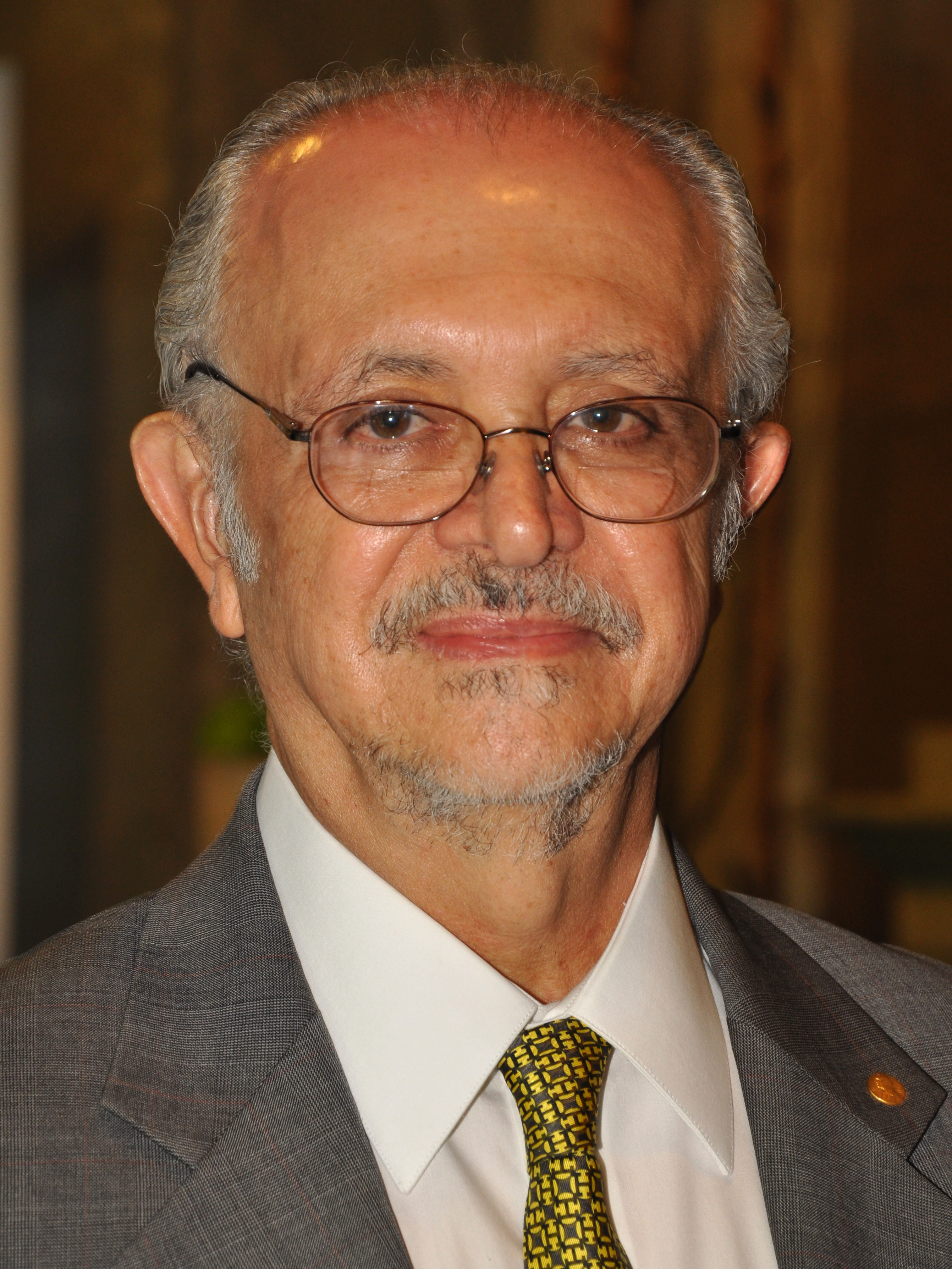
Mario J. Molina († 7. října)

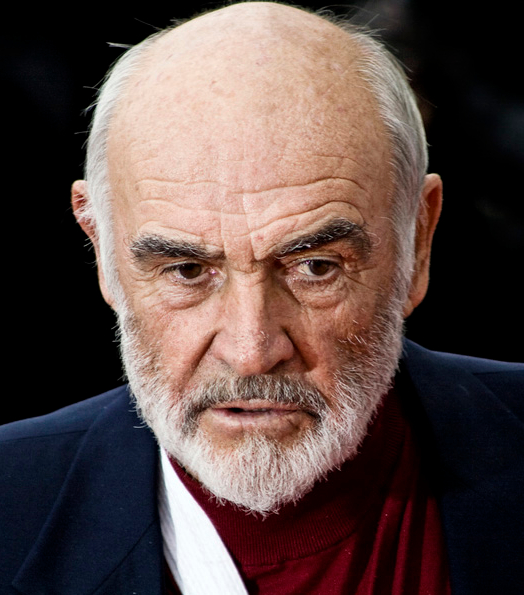
Sean Connery († 31. října)

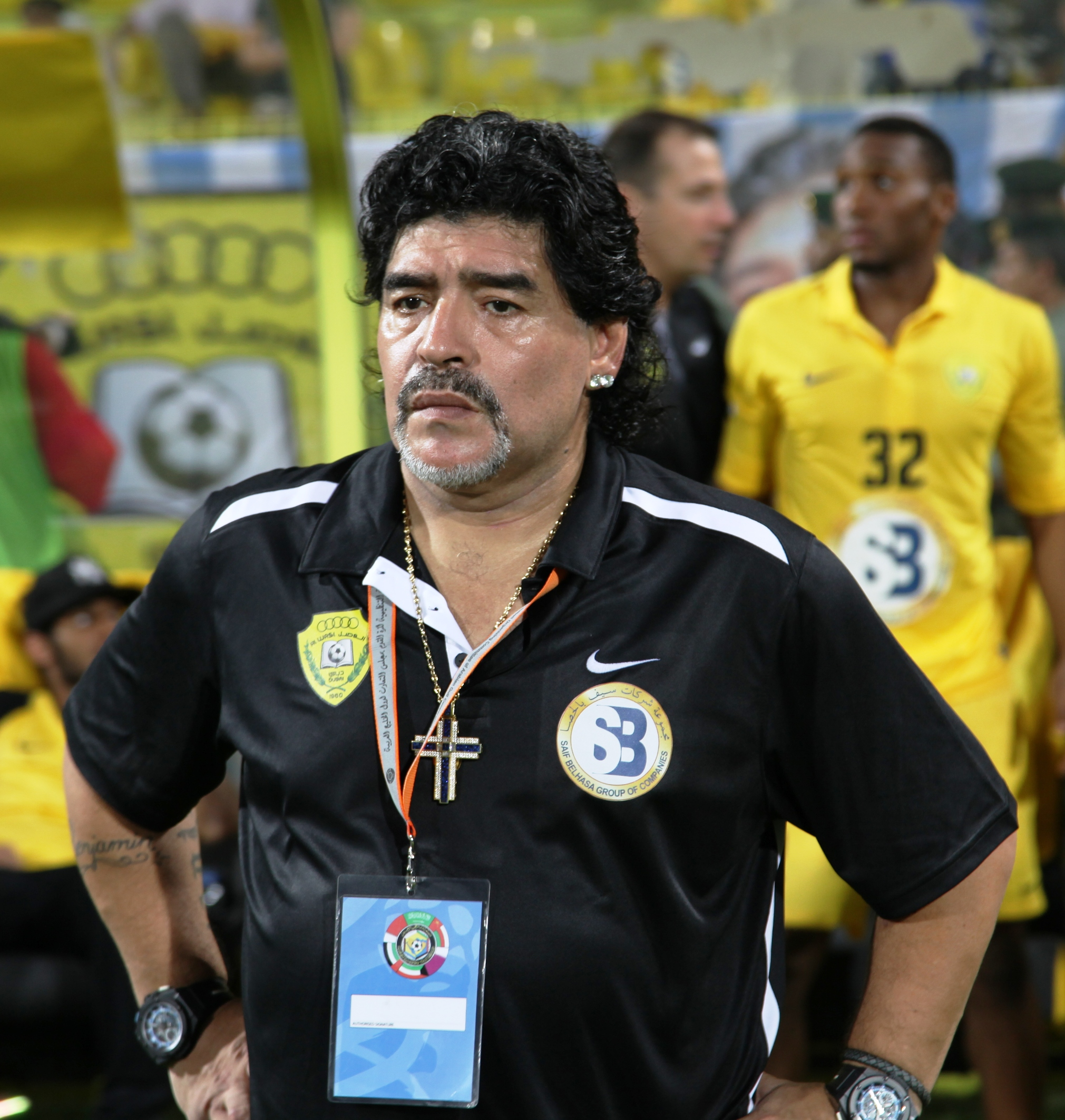
Diego Maradona († 25. listopadu)

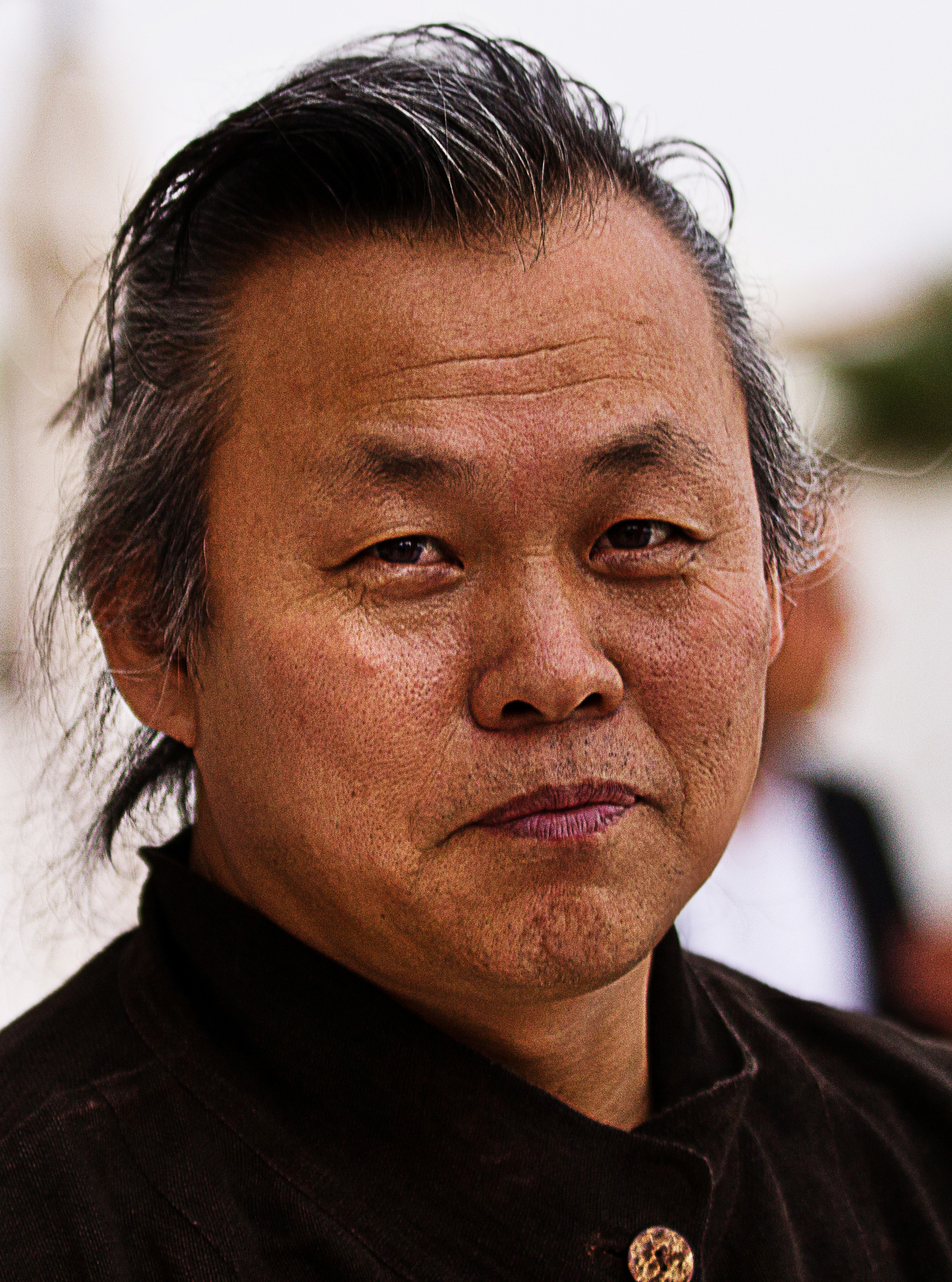
Kim Ki-duk († 11. prosince)

- 3. ledna – Kásim Sulejmání, íránský generálmajor, velitel jednotek Quds (* 11. března 1957)
- 5. ledna
  - Anri Džergenija, abchazský premiér (* 8. srpna 1941)
  - Antoni Morell, andorrský spisovatel (* 14. prosince 1941)
  - Hans Tilkowski, německý fotbalista (* 12. července 1935)
- 6. ledna – Wilfried F. Schoeller, německý spisovatel, literární kritik (* 3. července 1941)
- 7. ledna – Neil Peart, kanadský bubeník a skladatel (* 12. září 1952)
- 8. ledna – Maria del Pilar, vévodkyně z Badajozu, španělská infantka (* 30. července 1936)
- 9. ledna – Ivan Passer, česko-americký filmový scenárista a režisér (* 10. července 1933)
- 10. ledna
  - Kábús bin Saíd, sultán Ománu (* 18. listopadu 1940)
  - Wolfgang Dauner, německý jazzový klavírista (* 30. prosince 1935)
- 12. ledna – Roger Scruton, britský filosof, estetik, politolog, spisovatel a hudebník (* 27. února 1944)
- 17. ledna
  - Pietro Anastasi, italský fotbalista (* 7. dubna 1948)
  - Derek Fowlds, britský herec (* 2. září 1937)
- 19. ledna – Jimmy Heath, americký saxofonista (* 25. října 1926)
- 21. ledna – Terry Jones, britský komik a režisér (* 1. února 1942)
- 24. ledna – Rob Rensenbrink, nizozemský fotbalista (* 3. července 1947)
- 26. ledna
  - Kobe Bryant, americký basketbalista (* 23. srpna 1978)
  - Louis Nirenberg, kanadsko-americký matematik (* 28. února 1925)
- 28. ledna – Dyanne Thorne, americká herečka (* 14. října 1936)
- 2. února – Ivan Král, česko-americký hudebník (* 12. května 1948)
- 3. února – George Steiner, francouzsko-americký literární teoretik a spisovatel (* 23. dubna 1929)
- 5. února
  - Stanley Cohen, americký biochemik a biolog, nositel Nobelovy ceny (* 17. listopadu 1922)
  - Kirk Douglas, americký herec (* 9. prosince 1916)
- 7. února – Li Wen-liang, čínský oftalmolog (* 12. října 1986)
- 12. února
  - Geert Hofstede, holandský sociolog (* 2. října 1928)
  - Rádžendra Pačaurí, indický inženýr, šéf Mezivládního panelu pro změny klimatu (* 20. srpna 1940)
- 14. února – Lynn Cohen, americká herečka (* 10. srpna 1933)
- 16. února – Harry Gregg, severoirský fotbalový brankáře (* 27. října 1932)
- 17. února – Vladimír Svitek, slovenský hokejista a československý reprezentant (* 19. října 1962)
- 18. února
  - José F. Bonaparte, argentinský paleontolog (* 14. června 1928)
  - Flavio Bucci, italský herec (* 25. května 1947)
- 22. února – Kiki Dimula, řecká básnířka (* 6. června 1931)
- 24. února – Katherine Johnsonová, americká matematička (* 26. srpna 1918)
- 25. února
  - Mario Bunge, argentinský filozof, fyzik a profesor (* 21. srpna 1919)
  - Husní Mubárak, egyptský prezident (* 4. května 1928)
- 28. února – Freeman Dyson, britský teoretický fyzik a matematik (* 15. prosince 1923)
- 1. března – Jack Welch, americký manažer a chemický inženýr (* 19. listopadu 1935)
- 4. března – Javier Pérez de Cuéllar, peruánský politik, spisovatel a generální tajemník OSN (* 19. ledna 1920)
- 6. března
  - Henri Richard, kanadský hokejista (* 29. února 1936)
  - McCoy Tyner, americký jazzový pianista (* 11. prosince 1938)
- 8. března – Max von Sydow, švédský herec (* 19. dubna 1929)
- 9. března – Anton Coppola, americký dirigent a hudební skladatel (* 21. března 1917)
- 12. března
  - Wolfgang Hofmann, německý zápasník – judista (* 30. března 1941)
  - Tonie Marshall, francouzsko-americká filmová herečka, režisérka a scenáristka (* 29. listopadu 1951)
- 14. března – Genesis P-Orridge, anglický hudebník a básník (* 22. února 1950)
- 17. března – Betty Williamsová, britská mírová aktivistka, nositelka Nobelovy ceny (* 22. května 1943)
- 18. března – Alfred Worden, americký vojenský letec a kosmonaut z projektu Apollo (* 7. února 1932)
- 20. března – Kenny Rogers, americký zpěvák, kytarista, klavírista, fotograf, herec a producent (* 21. srpna 1938)
- 22. března – Ciprian Foias, rumunský matematik (* 20. července 1933)
- 23. března – Lucia Bosè, italská herečka (* 28. ledna 1931)
- 24. března
  - Manu Dibango, kamerunský zpěvák, saxofonista a hráč na vibrafon (* 12. prosince 1933)
  - Albert Uderzo, francouzský kreslíř a ilustrátor (* 25. dubna 1927)
- 26. března
  - Michel Hidalgo, francouzský fotbalista a fotbalový trenér (* 22. března 1933)
  - Michael Sorkin, americký architekt, urbanista, spisovatel a akademik (* 2. srpna 1948)
- 29. března
  - Philip Warren Anderson, americký fyzik, nositel Nobelovy ceny (* 13. prosince 1923)
  - Jurij Vasiljevič Bondarev, ruský sovětský spisovatel (* 15. března 1924)
  - José Luis Capón, španělský fotbalový obránce a reprezentant (* 6. února 1948)
  - Tomas Oneborg, švédský fotograf (* 28. března 1958)
  - Krzysztof Penderecki, polský hudební skladatel (* 23. listopadu 1933)
- 30. března
  - Manolis Glezos, řecký politik a publicista (* 7. září 1922)
  - Bill Withers, americký soulový zpěvák, kytarista a klavírista (* 4. července 1938)
- 31. března
  - Eva Krížiková, slovenská herečka (* 15. července 1934)
  - Wallace Roney, americký jazzový trumpetista (* 25. května 1960)
- 1. dubna
  - Cristina, americká zpěvačka (* 2. ledna 1959)
  - Ellis Marsalis, americký jazzový klavírista a hudební pedagog (* 14. listopadu 1934)
  - Bucky Pizzarelli, americký jazzový kytarista (* 9. ledna 1926)
  - Floris Michael Neusüss, německý fotograf (* 3. března 1937)
- 4. dubna – Luis Eduardo Aute, španělský zpěvák a kytarista (* 13. září 1943)
- 5. dubna
  - Honor Blackmanová, anglická herečka (* 22. srpna 1925)
  - Jiří Kotas, český politik a podnikatel (* 7. června 1952)
  - Pentti Linkola, radikální finský environmentalista (* 7. prosince 1932)
  - Mahmúd Džibríl, libyjský politik (* 28. května 1952)
  - Margaret Burbidgeová, americká astrofyzička (* 12. srpna 1919)
- 7. dubna
  - Donato Sabia, italský atlet (* 11. září 1963)
  - Hal Willner, americký hudební producent (* 6. dubna 1956)
- 11. dubna
  - John Horton Conway, britský matematik (* 26. prosince 1937)
  - Justus Dahinden, švýcarský architekt (* 18. května 1925)
- 12. dubna
  - Peter Bonetti, anglický fotbalový brankář (* 27. září 1941)
  - Stirling Moss, britský pilot Formule 1 (* 17. září 1929)
- 14. dubna – Markus Raetz, švýcarský malíř, sochař a fotograf (* 6. června 1941)
- 15. dubna
  - Joe Brown, britský horolezec (* 26. září 1930)
  - Rubem Fonseca, brazilský spisovatel (* 11. května 1925)
  - Lee Konitz, americký jazzový altsaxofonista a skladatel (* 13. října 1927)
- 16. dubna – Luis Sepúlveda, chilský spisovatel, režisér, novinář a politik (* 4. října 1949)
- 17. dubna
  - Henry Grimes, americký jazzový kontrabasista a skladatel (* 3. listopadu 1935)
  - Norman Hunter, anglický fotbalista (* 29. října 1943)
- 21. dubna – Florian Schneider, německý hráč na syntezátory a skladatel (* 7. dubna 1947)
- 22. dubna – Hartwig Gauder, německý atlet-chodec (* 10. listopadu 1954)
- 24. dubna – Hamilton Bohannon, americký perkusionista (* 7. března 1942)
- 25. dubna
  - Per Olov Enquist, švédský spisovatel (* 23. září 1934)
  - James B. Adams, americký prokurátor a prozatímní ředitel FBI (* 21. prosince 1926)
  - Gunnar Seijbold, švédský nezávislý novinářský fotograf a hudebník (* 25. ledna 1955)
- 29. dubna
  - Irrfan Khan, indický herec (* 7. ledna 1967)
  - Jānis Lūsis, sovětský atlet lotyšské národnosti, olympijský vítěz v hodu oštěpem (* 19. května 1939)
  - Maj Sjöwallová, švédská spisovatelka a překladatelka (* 25. září 1935)
- 4. května – Michael McClure, americký básník a dramatik (* 20. října 1932)
- 6. května – Brian Howe, britský rockový zpěvák a skladatel (* 22. července 1953)
- 9. května – Little Richard, americký zpěvák, skladatel a pianista (* 5. prosince 1932)
- 12. května
  - Astrid Kirchherrová, německá fotografka a designérka (* 20. května 1938)
  - Michel Piccoli, francouzský herec a filmový režisér (* 27. prosince 1925)
- 13. května – Rolf Hochhuth, německý spisovatel (* 1. dubna 1931)
- 17. května – Lucky Peterson, americký zpěvák, kytarista a klávesista (* 13. prosince 1964)
- 21. května
  - Alexandr Gerasimov, ruský hokejový útočník (* 19. března 1959)
  - Oliver E. Williamson, americký ekonom, nositel Nobelovy ceny (* 27. září 1932)
- 22. května – Mory Kanté, guinejský zpěvák a hráč na koru (* 29. března 1950)
- 24. května – Jimmy Cobb, americký jazzový bubeník (* 20. ledna 1929)
- 26. května – Prahlad Džani, indický Sádhu (* 13. srpna 1929)
- 28. května
  - Bob Kulick, americký rockový kytarista (* 28. ledna 1951)
  - Lennie Niehaus, americký saxofonista (* 11. června 1929)
- 29. května
  - Alfred Kolleritsch, rakouský spisovatel a básník (* 16. února 1931)
  - Jerzy Pilch, polský spisovatel, publicista a scenárista (* 10. srpna 1952)
- 30. května
  - Bobby Morrow, americký sprinter, olympijský vítěz (* 15. října 1935)
  - Elsa Dorfman, americká portrétní fotografka (* 26. dubna 1937)
- 31. května
  - Christo, bulharsko-americký umělec (* 13. června 1935)
  - Bob Northern, americký jazzový hráč na lesní roh (* 21. května 1934)
- 1. června
  - Roberto Peccei, italský fyzik (* 6. ledna 1942)
  - Myroslav Skoryk, ukrajinský hudební skladatel, pedagog a hudební vědec (* 13. července 1938)
- 2. června – Carlo Ubbiali, italský motocyklový závodník (* 22. září 1929)
- 8. června
  - Tony Dunne, irský fotbalista (* 24. července 1941)
  - Pierre Nkurunziza, prezident Burundi (* 18. prosince 1963)
- 9. června
  - Paul Chapman, velšský rockový kytarista (* 9. června 1954)
  - Jean-Philippe Reverdot, francouzský fotograf (* 3. října 1952)
- 14. června – Keith Tippett, britský jazzový pianista a skladatel (* 25. srpna 1947)
- 14. června – Eva Kristínová, slovenská herečka (* 5. srpna 1928)
- 18. června
  - Tibor Benedek, maďarský vodní pólista (* 12. července 1972)
  - Arturo Chaires, mexický fotbalista (* 14. března 1937)
  - Sergej Nikitič Chruščov, rusko-americký historik, syn sovětského vůdce Nikity Chruščova (* 2. července 1935)
  - Vera Lynnová, britská zpěvačka, textařka, a herečka (* 20. března 1917)
- 19. června
  - Ian Holm, britský herec (* 12. září 1931)
  - Carlos Ruiz Zafón, španělský prozaik (* 25. září 1964)
- 20. června – Mario Corso, italský fotbalista (* 24. srpna 1941)
- 22. června – Pierino Prati, italský fotbalista (* 13. prosince 1946)
  - Joel Schumacher, americký filmový scenárista, režisér a producent (* 29. srpna 1939)
- 26. června – Jaroslav Pollák, slovenský fotbalista (* 11. července 1947)
- 27. června – Ilija Petković, srbský fotbalista (* 22. září 1945)
- 28. června – Marián Čišovský, slovenský fotbalista (* 2. listopadu 1979)
- 29. června
  - Johnny Mandel, americký hudební skladatel (* 23. listopadu 1925)
  - Benny Mardones, americký zpěvák (* 9. listopadu 1946)
  - Svend Aage Rask, dánský fotbalový brankář (* 14. července 1935)
  - Carl Reiner, americký herec a režisér (* 20. března 1922)
- 5. července
  - Cleveland Eaton, americký jazzový hudebník (* 31. srpna 1939)
  - Willi Holdorf, německý atlet (* 17. února 1940)
  - Volodymyr Troškin, ukrajinský fotbalista (* 28. září 1947)
- 6. července
  - Charlie Daniels, americký zpěvák (* 28. října 1936)
  - Ennio Morricone, italský hudební skladatel (* 10. listopadu 1928)
- 8. července
  - Finn Christian Jagge, norský alpský lyžař (* 4. dubna 1966)
  - Alex Pullin, australský snowboarder (* 20. září 1987)
- 10. července
  - Jack Charlton, anglický fotbalista (* 8. května 1935)
  - Eddie Gale, americký jazzový trumpetista (* 15. srpna 1941)
- 11. července – Sinaj Adler, izraelský rabín původem z Československa (* 11. července 1928)
- 12. července
  - Kelly Prestonová, americká herečka (* 13. října 1962)
  - Eleanor Sokoloff, americká klavíristka (* 16. června 1914)
  - Wim Suurbier, nizozemský fotbalista (* 16. ledna 1945)
- 17. července
  - Pam Francis, americká fotografka (* 12. října 1954)
  - John Lewis, americký obhájce občanských práv a politik (* 22. února 1940)
  - Silvio Marzolini, argentinský fotbalista (* 4. října 1940)
- 20. července – Doug Rogers, kanadský judista (* 26. ledna 1941)
- 21. července
  - Annie Ross, britsko-americká zpěvačka a herečka (* 25. července 1930)
  - Halldóra Kristín Thoroddsen, islandská spisovatelka (* 2. srpna 1950)
- 22. července
  - Alexandr Gusev, ruský hokejista (* 21. ledna 1947)
  - Alexandr Ivanickij, ruský zápasník (* 10. prosince 1937)
- 23. července – Ludmila Vachtová, česká historička umění (* 24. září 1933)
- 24. července – Ben Jipcho, keňský atlet (* 1. března 1943)
- 25. července – Peter Green, britský blues-rockový kytarista a spoluzakladatel skupiny Fleetwood Mac (* 29. prosince 1946)
- 26. července – Olivia de Havilland, americká filmová herečka (* 1. července 1916)
- 30. července – Li Teng-chuej, tchajwanský prezident (* 15. ledna 1923)
- 31. července – Alan Parker, britský filmový režisér, scenárista a producent (* 14. února 1944)
- 1. srpna
  - Wilford Brimley, americký herec a zpěvák (* 27. září 1934)
  - Emil Ciocoiu, rumunský malíř a fotograf (* 13. září 1948)
- 3. srpna
  - Isabelle Weingarten, francouzská herečka, modelka a fotografka (* 18. dubna 1950)
  - John Hume, severoirský politik, nositel Nobelovy ceny (* 18. ledna 1937)
- 4. srpna
  - Frances E. Allenová, americká informatička (* 4. srpna 1932)
  - Irena Sedlecká, česká sochařka (* 7. září 1928)
- 5. srpna – Agathonas Iakovidis, řecký folkový zpěvák (* 2. ledna 1955)
- 14. srpna
  - Ewa Demarczyková, polská zpěvačka (* 16. ledna 1941)
  - Julian Bream, britský klasický kytarista a loutnista (* 15. července 1933)
- 24. srpna – Wolfgang Uhlmann, německý šachista (* 29. března 1935)
- 26. srpna – Gerald Carr, americký námořní letec a astronaut (* 22. srpna 1932)
- 28. srpna – Chadwick Boseman, americký herec (* 29. listopadu 1976)
- 1. září – Jerzy Szczakiel, polský plochodrážní závodník (* 28. ledna 1949)
- 2. září – David Graeber, americký antropolog (* 12. února 1961)
- 6. září – Vaughan Jones, novozélandský matematik (* 31. prosince 1952)
- 8. září – Alfred Riedl, rakouský fotbalista a trenér (* 2. listopadu 1949)
- 12. září – Navíd Afkari, íránský wrestler (* 22. července 1993)
- 16. září – Winston Groom, americký spisovatel (* 23. března 1943)
- 17. září – Terry Goodkind, americký spisovatel (* 1. května 1948)
- 18. září
  - John Turner, kanadský premiér (* 7. června 1929)
  - Ruth Baderová Ginsburgová, soudkyně Nejvyššího soudu USA (* 15. března 1933)
- 19. září
  - Lee Kerslake, britský bubeník v rockové skupině Uriah Heep (* 16. dubna 1947)
  - Károly Fatér, maďarský fotbalista (* 9. dubna 1940)
  - Ephrem M'Bom, kamerunský fotbalista (* 18. července 1955)
- 21. září
  - Ira Sullivan, americký jazzový trumpetista (* 1. května 1931)
  - Ang Rita, nepálský horolezec a šerpa (* 1948)
- 22. září – Agne Simonsson, švédský fotbalista (* 19. října 1935)
- 23. září – Juliette Gréco, francouzská zpěvačka, herečka a šansoniérka (* 7. února 1927)
- 25. září – Goran Paskaljević, srbský filmový režisér (* 22. dubna 1947)
- 26. září
  - John D. Barrow, anglický kosmolog, teoretický fyzik a matematik (* 29. listopadu 1952)
  - Jacques Beurlet, belgický fotbalista (* 21. prosince 1944)
- 27. září – Jurij Fjodorovič Orlov, jaderný fyzik (* 13. srpna 1924)
- 29. září
  - Helen Reddy, australská zpěvačka a skladatelka (* 25. října 1941)
  - Sabah al-Ahmad as-Sabah, kuvajtský emír (* 16. června 1929)
  - Wálter Machado da Silva, brazilský fotbalista (* 2. ledna 1940)
- 30. září – Emyr Humphreys, velšský spisovatel a básník (* 15. dubna 1919)
- 2. října – Irina Slavinová, ruská novinářka (* 8. ledna 1973)
- 6. října
  - Johnny Nash, americký zpěvák (* 19. srpna 1940)
  - Eddie Van Halen, nizozemsko-americký kytarista (* 26. ledna 1955)
- 7. října – Mario J. Molina, mexický chemik, nositel Nobelovy ceny (* 19. března 1943)
- 8. října
  - Silvester Habiňák, slovenský fotbalista (* 10. prosince 1953)
  - Charles Moore, americký atlet (* 12. srpna 1929)
- 12. října
  - Conchata Ferrell, americká herečka (* 28. března 1943)
  - Jon Gibson, americký klarinetista a saxofonista (* 11. března 1943)
- 13. října – Chris Killip, britský fotograf (* 11. července 1946)
- 16. října
  - László Branikovits, maďarský fotbalista (* 18. prosince 1949)
  - Gordon Haskell, britský zpěvák a baskytarista (* 27. dubna 1946)
- 18. října – Jozef Obert, slovenský fotbalista (* 4. ledna 1938)
- 19. října
  - Spencer Davis, britský hudebník (* 17. července 1939)
  - Hiroh Kikai, japonský fotograf (* 18. března 1945)
- 20. října – Bruno Martini, francouzský fotbalista (* 25. ledna 1962)
- 21. října
  - Frank Horvat, chorvatsko-francouzský fotograf (* 28. dubna 1928)
  - Viola Smith, americká bubenice (* 29. listopadu 1912)
- 25. října – Diane di Prima, americká básnířka (* 6. srpna 1934)
- 30. října
  - Robert Fisk, britský novinář (* 12. července 1946)
  - Nobby Stiles, anglický fotbalista a trenér (* 18. května 1942)
- 31. října – Sean Connery, skotský herec (* 25. srpna 1930).
- 4. listopadu – Ken Hensley, anglický zpěvák, člen kapely Uriah Heep (* 24. srpna 1945)
- 12. listopadu – Raman Bandarenka, běloruský malíř zavražděn během protestů proti režimu (* 1. srpna 1989)
- 14. listopadu – Armen Džigarchanjan, arménský herec (* 3. října 1935)
- 18. listopadu – László Benkő, maďarský hudebník (* 12. června 1943)
- 25. listopadu – Diego Maradona, argentinský fotbalista (* 30. října 1960)
- 27. listopadu – Mohsen Fachrízádeh, íránský fyzik a jaderný výzkumník (* 1958)
- 2. prosince – Valéry Giscard d'Estaing, francouzský prezident (* 2. února 1926)
- 7. prosince – Doug Scott, britský horolezec (* 29. května 1941)
- 11. prosince – Kim Ki-duk, jihokorejský filmový režisér, producent a scenárista (* 20. prosince 1960)
- 12. prosince
  - Jack Steinberger, americký fyzik, nositel Nobelovy ceny (* 25. května 1921)
  - Rúholláh Zam, íránský opoziční novinář a aktivista (* 27. července 1978)
- 14. prosince – Gérard Houllier, francouzský fotbalový trenér (* 3. září 1947)
- 21. prosince – Alexandr Kurljandskij, ruský scenárista a spisovatel, spoluautor seriálu Jen počkej, zajíci! (* 1. července 1938)
- 29. prosince – Pierre Cardin, francouzský módní návrhář (* 2. července 1922)
- 30. prosince
  - Samuel Little, americký sériový vrah a násilník (* 7. června 1940)
  - Robert Hossein, francouzský herec a režisér (* 30. prosince 1927)

## Výročí

### Výročí událostí
- 3. ledna – Byla zahájena stavba Brooklynského mostu v New Yorku. (150 let)
- 8. ledna – založena Církev československá husitská (pod názvem Církev československá) (100 let)
- 10. ledna – Hlučínsko se ratifikací versailleské smlouvy stává součástí Československa (100 let)
- 4. února – Hlučínsko bylo obsazeno armádou a připojeno k Československu (100 let)
- 25. března – Bitva u Sudoměře (600 let)
- 5. dubna – Proběhla bitva u Mladé Vožice (600 let)
- 10. května – Vysílání zahájil druhý program Československé televize. Zároveň byla předána první část nově vybudovaného komplexu ČST v Praze 4 na Kavčích horách. (50 let)
- 19. května – Proběhla bitva u Poříčí nad Sázavou (600 let)
- 7. června – byla podepsána Brněnská smlouva o ochraně menšin (100 let)
- 30. června – Proběhla bitva o Tábor (600 let)
- 14. července – V bitvě u Vítkova porazili pražští husité s Janem Žižkou z Trocnova křižáky. (600 let)
- 18. července – První vatikánský koncil schválil konstituci Pastor aeternus, kterou následujícího roku[zdroj?] papež Pius IX. vyhlásil dogma o papežské neomylnosti (150 let)
- 28. července – konference ve Spa rozhodla o rozdělení Těšínska mezi Československo a Polsko a definitivně stanovila hranice rozděleného území. (100 let)
- 31. července – zákonem 450/1920 Sb. připojuje Československo Valticko, Dyjský trojúhelník a část Vitorazska (100 let)
- 3. září – Císař Napoleon III. byl sesazen a byla vyhlášena Třetí Francouzská republika. (150 let)
- 20. září – Italská vojska obsadila Řím a tím zanikl Papežský stát. (150 let)
- 5. října – vznikl Svaz moderní kultury Devětsil (100 let)
- 12. října – Proběhla bitva u Panského Boru (též bitva u Horažďovic). (600 let)
- 8. listopadu – Bitva na Bílé hoře (400 let)
- 14.–15. prosince – generální stávka vyhlášena sociálně demokratickou levicí dopadla nezdarem. Nepokoje byly potlačeny armádou, četnictvem, ale i Sokoly a Orly. (100 let)
- prosinec 1419 – leden 1420 – Proběhla Bitva u Nekmíře. Při této bitvě bylo poprvé doloženo použití vozových hradeb. (600 let)
- návrat Československé legie z Ruska (100 let)
- vznikla loutka Spejbl (100 let)

### Výročí narození
- 2. ledna – Isaac Asimov, americký spisovatel a biochemik ruského původu (100 let)
- 23. ledna – William G. Morgan, tvůrce volejbalu (150 let)
- 4. února – Božena Němcová, spisovatelka (200 let)
- 7. března – Miloslav Šimek, komik, humorista a spisovatel (80 let)
- 13. dubna – Karel Otčenášek, 23. královéhradecký biskup (100 let)
- 22. dubna – Vladimir Iljič Lenin, komunistický revolucionář, vůdce bolševické strany (150 let)
- 23. dubna – Jiří z Poděbrad, český král (600 let)
- 12. května
  - Josef Mánes, malíř (200 let)
  - Florence Nightingalová, anglická ošetřovatelka a spisovatelka (200 let)
- 16. května – Antonín Slavíček, malíř (150 let)
- 18. května – Jan Pavel II., 264. papež v dějinách církve (100 let)
- 13. června – Josef Ullmann, malíř, krajinář (150 let)
- 4. července – Vladimír Fischer, architekt (150 let)
- 11. července – Dana Medřická, herečka (100 let)
- 1. srpna – Ladislav Šaloun, sochař (150 let)
- 11. srpna – Jan Šrámek, kněz, politik, předseda Londýnské exilové vlády (150 let)
- 22. srpna – Ray Bradbury, americký spisovatel (100 let)
- 14. září – Václav Levý, sochař (200 let)
- 23. září – Mickey Rooney (100 let)
- 17. října – Rudolf Hrušínský, herec (100 let)
- 28. listopadu – Friedrich Engels, německý filosof a ekonom (200 let)
- 29. listopadu – František Pavelka, radiotelegrafista a československý voják (100 let)
- 7. prosince – Věra Tichánková, herečka (100 let)
- 10. prosince – Adolf Loos, architekt (150 let)
- 15. prosince
  - Vlastimil Brodský, herec (100 let)
  - Josef Hoffmann, český a rakousky architekt a designér (150 let)
- 16. prosince – Ludwig van Beethoven, německý hudební skladatel a klavírista (250 let)
- 24. prosince – Jiří Hanzelka, cestovatel a spisovatel (100 let)
- 27. prosince – Jiří Sovák, herec (100 let)

## Hlavy států
V tomto seznamu jsou uvedeni pouze představitelé významnějších států.
- Belgie – král Filip Belgický (od 2013)
- Brazílie – prezident Jair Bolsonaro (2019–2022)
- Čína – prezident Si Ťin-pching (od 2013)
- Česko – prezident Miloš Zeman (2013–2023)
- Dánsko – královna Markéta II. (1972–2024)
- Egypt – prezident Abd al-Fattáh as-Sísí (od 2014)
- Francie – prezident Emmanuel Macron (od 2017)
- Indie – prezident Rám Náth Kóvind (2017–2022)
- Itálie – prezident Sergio Mattarella (od 2015)
- Izrael – prezident Re'uven Rivlin (2014–2021)
- Japonsko – císař Naruhito (od 2019)
- Jihoafrická republika – prezident Cyril Ramaphosa (od 2018)
- Kanada – generální guvernérka Julie Payetteová (2017–2021)
- Maďarsko – prezident János Áder (2012–2022)
- Mexiko – prezident Andrés Manuel López Obrador (2018–2024)
- Německo – prezident Frank-Walter Steinmeier (od 2017)
- Nizozemsko – král Vilém-Alexandr (od 2013)
- Polsko – prezident Andrzej Duda (2015–2025)
- Rakousko – prezident Alexander Van der Bellen (od 2017)
- Rusko – prezident Vladimir Putin (od 2012)
- Slovensko – prezidentka Zuzana Čaputová (2019–2024)
- Spojené království – královna Alžběta II. (1952–2022)
- Spojené státy americké – prezident Donald Trump (2017–2021)
- Španělsko – král Filip VI. (od 2014)
- Turecko – prezident Recep Tayyip Erdoğan (od 2014)
- Ukrajina – prezident Volodymyr Zelenskyj (od 2019)
- Vatikán – papež a suverén Vatikánu František (2013–2025)